# فهرست سیارک‌ها (۱۰۶۰۰۱–۱۰۷۰۰۱)
فهرست سیارک‌ها (۱۰۶۰۰۱ - ۱۰۷۰۰۱) فهرست سیارک‌ها از ۱۰۶۰۰۱ تا ۱۰۷۰۰۱ است.
| نام    | نام انگلیسی | تاریخ کشف       |
| ------ | ----------- | --------------- |
| ۱۰۶۰۰۱ | 2000 SR283  | ۲۳ سپتامبر ۲۰۰۰ |
| ۱۰۶۰۰۲ | 2000 SE284  | ۲۳ سپتامبر ۲۰۰۰ |
| ۱۰۶۰۰۳ | 2000 SQ284  | ۲۳ سپتامبر ۲۰۰۰ |
| ۱۰۶۰۰۴ | 2000 SN285  | ۲۳ سپتامبر ۲۰۰۰ |
| ۱۰۶۰۰۵ | 2000 SO285  | ۲۳ سپتامبر ۲۰۰۰ |
| ۱۰۶۰۰۶ | 2000 SY285  | ۲۴ سپتامبر ۲۰۰۰ |
| ۱۰۶۰۰۷ | 2000 SX287  | ۲۶ سپتامبر ۲۰۰۰ |
| ۱۰۶۰۰۸ | 2000 SY288  | ۲۷ سپتامبر ۲۰۰۰ |
| ۱۰۶۰۰۹ | 2000 SG290  | ۲۷ سپتامبر ۲۰۰۰ |
| ۱۰۶۰۱۰ | 2000 SR290  | ۲۷ سپتامبر ۲۰۰۰ |
| ۱۰۶۰۱۱ | 2000 SU291  | ۲۷ سپتامبر ۲۰۰۰ |
| ۱۰۶۰۱۲ | 2000 SF292  | ۲۷ سپتامبر ۲۰۰۰ |
| ۱۰۶۰۱۳ | 2000 SQ292  | ۲۷ سپتامبر ۲۰۰۰ |
| ۱۰۶۰۱۴ | 2000 SZ292  | ۲۷ سپتامبر ۲۰۰۰ |
| ۱۰۶۰۱۵ | 2000 SK293  | ۲۷ سپتامبر ۲۰۰۰ |
| ۱۰۶۰۱۶ | 2000 SS293  | ۲۷ سپتامبر ۲۰۰۰ |
| ۱۰۶۰۱۷ | 2000 SH294  | ۲۷ سپتامبر ۲۰۰۰ |
| ۱۰۶۰۱۸ | 2000 SK294  | ۲۷ سپتامبر ۲۰۰۰ |
| ۱۰۶۰۱۹ | 2000 SN294  | ۲۷ سپتامبر ۲۰۰۰ |
| ۱۰۶۰۲۰ | 2000 SS294  | ۲۷ سپتامبر ۲۰۰۰ |
| ۱۰۶۰۲۱ | 2000 SX294  | ۲۷ سپتامبر ۲۰۰۰ |
| ۱۰۶۰۲۲ | 2000 SK296  | ۲۸ سپتامبر ۲۰۰۰ |
| ۱۰۶۰۲۳ | 2000 SN296  | ۲۸ سپتامبر ۲۰۰۰ |
| ۱۰۶۰۲۴ | 2000 SC297  | ۲۸ سپتامبر ۲۰۰۰ |
| ۱۰۶۰۲۵ | 2000 SG297  | ۲۸ سپتامبر ۲۰۰۰ |
| ۱۰۶۰۲۶ | 2000 ST297  | ۲۸ سپتامبر ۲۰۰۰ |
| ۱۰۶۰۲۷ | 2000 SV298  | ۲۸ سپتامبر ۲۰۰۰ |
| ۱۰۶۰۲۸ | 2000 SB299  | ۲۸ سپتامبر ۲۰۰۰ |
| ۱۰۶۰۲۹ | 2000 SN299  | ۲۸ سپتامبر ۲۰۰۰ |
| ۱۰۶۰۳۰ | 2000 SB300  | ۲۸ سپتامبر ۲۰۰۰ |
| ۱۰۶۰۳۱ | 2000 SL300  | ۲۸ سپتامبر ۲۰۰۰ |
| ۱۰۶۰۳۲ | 2000 SO302  | ۲۸ سپتامبر ۲۰۰۰ |
| ۱۰۶۰۳۳ | 2000 SJ303  | ۲۸ سپتامبر ۲۰۰۰ |
| ۱۰۶۰۳۴ | 2000 SK303  | ۲۸ سپتامبر ۲۰۰۰ |
| ۱۰۶۰۳۵ | 2000 SU303  | ۲۸ سپتامبر ۲۰۰۰ |
| ۱۰۶۰۳۶ | 2000 SE304  | ۳۰ سپتامبر ۲۰۰۰ |
| ۱۰۶۰۳۷ | 2000 SU304  | ۳۰ سپتامبر ۲۰۰۰ |
| ۱۰۶۰۳۸ | 2000 SG305  | ۳۰ سپتامبر ۲۰۰۰ |
| ۱۰۶۰۳۹ | 2000 SH305  | ۳۰ سپتامبر ۲۰۰۰ |
| ۱۰۶۰۴۰ | 2000 SR305  | ۳۰ سپتامبر ۲۰۰۰ |
| ۱۰۶۰۴۱ | 2000 SU305  | ۳۰ سپتامبر ۲۰۰۰ |
| ۱۰۶۰۴۲ | 2000 SK306  | ۳۰ سپتامبر ۲۰۰۰ |
| ۱۰۶۰۴۳ | 2000 SA307  | ۳۰ سپتامبر ۲۰۰۰ |
| ۱۰۶۰۴۴ | 2000 SB307  | ۳۰ سپتامبر ۲۰۰۰ |
| ۱۰۶۰۴۵ | 2000 SD307  | ۳۰ سپتامبر ۲۰۰۰ |
| ۱۰۶۰۴۶ | 2000 SF307  | ۳۰ سپتامبر ۲۰۰۰ |
| ۱۰۶۰۴۷ | 2000 SG307  | ۳۰ سپتامبر ۲۰۰۰ |
| ۱۰۶۰۴۸ | 2000 SW307  | ۳۰ سپتامبر ۲۰۰۰ |
| ۱۰۶۰۴۹ | 2000 SX307  | ۳۰ سپتامبر ۲۰۰۰ |
| ۱۰۶۰۵۰ | 2000 SP308  | ۳۰ سپتامبر ۲۰۰۰ |
| ۱۰۶۰۵۱ | 2000 SJ312  | ۲۷ سپتامبر ۲۰۰۰ |
| ۱۰۶۰۵۲ | 2000 ST312  | ۲۷ سپتامبر ۲۰۰۰ |
| ۱۰۶۰۵۳ | 2000 SJ313  | ۲۷ سپتامبر ۲۰۰۰ |
| ۱۰۶۰۵۴ | 2000 SN313  | ۲۷ سپتامبر ۲۰۰۰ |
| ۱۰۶۰۵۵ | 2000 SP313  | ۲۷ سپتامبر ۲۰۰۰ |
| ۱۰۶۰۵۶ | 2000 SF315  | ۲۸ سپتامبر ۲۰۰۰ |
| ۱۰۶۰۵۷ | 2000 SZ315  | ۳۰ سپتامبر ۲۰۰۰ |
| ۱۰۶۰۵۸ | 2000 SE316  | ۳۰ سپتامبر ۲۰۰۰ |
| ۱۰۶۰۵۹ | 2000 SK316  | ۳۰ سپتامبر ۲۰۰۰ |
| ۱۰۶۰۶۰ | 2000 SS316  | ۳۰ سپتامبر ۲۰۰۰ |
| ۱۰۶۰۶۱ | 2000 SU317  | ۳۰ سپتامبر ۲۰۰۰ |
| ۱۰۶۰۶۲ | 2000 ST318  | ۲۶ سپتامبر ۲۰۰۰ |
| ۱۰۶۰۶۳ | 2000 SR319  | ۲۶ سپتامبر ۲۰۰۰ |
| ۱۰۶۰۶۴ | 2000 SA323  | ۲۸ سپتامبر ۲۰۰۰ |
| ۱۰۶۰۶۵ | 2000 ST324  | ۲۸ سپتامبر ۲۰۰۰ |
| ۱۰۶۰۶۶ | 2000 SZ324  | ۲۸ سپتامبر ۲۰۰۰ |
| ۱۰۶۰۶۷ | 2000 SC328  | ۳۰ سپتامبر ۲۰۰۰ |
| ۱۰۶۰۶۸ | 2000 SC329  | ۲۷ سپتامبر ۲۰۰۰ |
| ۱۰۶۰۶۹ | 2000 SJ330  | ۲۷ سپتامبر ۲۰۰۰ |
| ۱۰۶۰۷۰ | 2000 SK333  | ۲۶ سپتامبر ۲۰۰۰ |
| ۱۰۶۰۷۱ | 2000 SS335  | ۲۶ سپتامبر ۲۰۰۰ |
| ۱۰۶۰۷۲ | 2000 SU335  | ۲۶ سپتامبر ۲۰۰۰ |
| ۱۰۶۰۷۳ | 2000 SP338  | ۲۵ سپتامبر ۲۰۰۰ |
| ۱۰۶۰۷۴ | 2000 SO339  | ۲۵ سپتامبر ۲۰۰۰ |
| ۱۰۶۰۷۵ | 2000 SX339  | ۲۵ سپتامبر ۲۰۰۰ |
| ۱۰۶۰۷۶ | 2000 SB345  | ۲۰ سپتامبر ۲۰۰۰ |
| ۱۰۶۰۷۷ | 2000 SB347  | ۲۶ سپتامبر ۲۰۰۰ |
| ۱۰۶۰۷۸ | 2000 SK347  | ۲۵ سپتامبر ۲۰۰۰ |
| ۱۰۶۰۷۹ | 2000 SF348  | ۲۰ سپتامبر ۲۰۰۰ |
| ۱۰۶۰۸۰ | 2000 SN348  | ۲۰ سپتامبر ۲۰۰۰ |
| ۱۰۶۰۸۱ | 2000 SU348  | ۳۰ سپتامبر ۲۰۰۰ |
| ۱۰۶۰۸۲ | 2000 SP350  | ۲۹ سپتامبر ۲۰۰۰ |
| ۱۰۶۰۸۳ | 2000 SR352  | ۳۰ سپتامبر ۲۰۰۰ |
| ۱۰۶۰۸۴ | 2000 SA355  | ۲۹ سپتامبر ۲۰۰۰ |
| ۱۰۶۰۸۵ | 2000 SO355  | ۲۹ سپتامبر ۲۰۰۰ |
| ۱۰۶۰۸۶ | 2000 SE356  | ۲۹ سپتامبر ۲۰۰۰ |
| ۱۰۶۰۸۷ | 2000 SY357  | ۲۸ سپتامبر ۲۰۰۰ |
| ۱۰۶۰۸۸ | 2000 SB359  | ۲۶ سپتامبر ۲۰۰۰ |
| ۱۰۶۰۸۹ | 2000 SJ359  | ۲۶ سپتامبر ۲۰۰۰ |
| ۱۰۶۰۹۰ | 2000 SY359  | ۲۶ سپتامبر ۲۰۰۰ |
| ۱۰۶۰۹۱ | 2000 SZ361  | ۲۳ سپتامبر ۲۰۰۰ |
| ۱۰۶۰۹۲ | 2000 SK362  | ۲۴ سپتامبر ۲۰۰۰ |
| ۱۰۶۰۹۳ | 2000 SD366  | ۲۳ سپتامبر ۲۰۰۰ |
| ۱۰۶۰۹۴ | 2000 SA368  | ۲۴ سپتامبر ۲۰۰۰ |
| ۱۰۶۰۹۵ | 2000 SP369  | ۲۵ سپتامبر ۲۰۰۰ |
| ۱۰۶۰۹۵ | 2000 TQ     | ۲ اکتبر ۲۰۰۰    |
| ۱۰۶۰۹۷ | 2000 TC2    | ۴ اکتبر ۲۰۰۰    |
| ۱۰۶۰۹۸ | 2000 TC5    | ۱ اکتبر ۲۰۰۰    |
| ۱۰۶۰۹۹ | 2000 TF7    | ۱ اکتبر ۲۰۰۰    |
| ۱۰۶۱۰۰ | 2000 TX9    | ۱ اکتبر ۲۰۰۰    |
| ۱۰۶۱۰۱ | 2000 TT12   | ۱ اکتبر ۲۰۰۰    |
| ۱۰۶۱۰۲ | 2000 TE13   | ۱ اکتبر ۲۰۰۰    |
| ۱۰۶۱۰۳ | 2000 TM13   | ۱ اکتبر ۲۰۰۰    |
| ۱۰۶۱۰۴ | 2000 TZ15   | ۱ اکتبر ۲۰۰۰    |
| ۱۰۶۱۰۵ | 2000 TW16   | ۱ اکتبر ۲۰۰۰    |
| ۱۰۶۱۰۶ | 2000 TG18   | ۱ اکتبر ۲۰۰۰    |
| ۱۰۶۱۰۷ | 2000 TC19   | ۱ اکتبر ۲۰۰۰    |
| ۱۰۶۱۰۸ | 2000 TF19   | ۱ اکتبر ۲۰۰۰    |
| ۱۰۶۱۰۹ | 2000 TV21   | ۱ اکتبر ۲۰۰۰    |
| ۱۰۶۱۱۰ | 2000 TW21   | ۱ اکتبر ۲۰۰۰    |
| ۱۰۶۱۱۱ | 2000 TS22   | ۴ اکتبر ۲۰۰۰    |
| ۱۰۶۱۱۲ | 2000 TT23   | ۱ اکتبر ۲۰۰۰    |
| ۱۰۶۱۱۳ | 2000 TF25   | ۲ اکتبر ۲۰۰۰    |
| ۱۰۶۱۱۴ | 2000 TC27   | ۲ اکتبر ۲۰۰۰    |
| ۱۰۶۱۱۵ | 2000 TU27   | ۳ اکتبر ۲۰۰۰    |
| ۱۰۶۱۱۶ | 2000 TP28   | ۴ اکتبر ۲۰۰۰    |
| ۱۰۶۱۱۷ | 2000 TH29   | ۳ اکتبر ۲۰۰۰    |
| ۱۰۶۱۱۸ | 2000 TT32   | ۱ اکتبر ۲۰۰۰    |
| ۱۰۶۱۱۹ | 2000 TZ32   | ۴ اکتبر ۲۰۰۰    |
| ۱۰۶۱۲۰ | 2000 TM33   | ۴ اکتبر ۲۰۰۰    |
| ۱۰۶۱۲۱ | 2000 TP33   | ۴ اکتبر ۲۰۰۰    |
| ۱۰۶۱۲۲ | 2000 TE34   | ۷ اکتبر ۲۰۰۰    |
| ۱۰۶۱۲۳ | 2000 TK35   | ۶ اکتبر ۲۰۰۰    |
| ۱۰۶۱۲۴ | 2000 TL35   | ۶ اکتبر ۲۰۰۰    |
| ۱۰۶۱۲۵ | 2000 TS35   | ۶ اکتبر ۲۰۰۰    |
| ۱۰۶۱۲۶ | 2000 TH36   | ۶ اکتبر ۲۰۰۰    |
| ۱۰۶۱۲۷ | 2000 TM36   | ۶ اکتبر ۲۰۰۰    |
| ۱۰۶۱۲۸ | 2000 TR37   | ۱ اکتبر ۲۰۰۰    |
| ۱۰۶۱۲۹ | 2000 TM38   | ۱ اکتبر ۲۰۰۰    |
| ۱۰۶۱۳۰ | 2000 TC39   | ۱ اکتبر ۲۰۰۰    |
| ۱۰۶۱۳۱ | 2000 TO39   | ۱ اکتبر ۲۰۰۰    |
| ۱۰۶۱۳۲ | 2000 TT40   | ۱ اکتبر ۲۰۰۰    |
| ۱۰۶۱۳۳ | 2000 TA41   | ۱ اکتبر ۲۰۰۰    |
| ۱۰۶۱۳۴ | 2000 TZ41   | ۱ اکتبر ۲۰۰۰    |
| ۱۰۶۱۳۵ | 2000 TE42   | ۱ اکتبر ۲۰۰۰    |
| ۱۰۶۱۳۶ | 2000 TH42   | ۱ اکتبر ۲۰۰۰    |
| ۱۰۶۱۳۷ | 2000 TC43   | ۱ اکتبر ۲۰۰۰    |
| ۱۰۶۱۳۸ | 2000 TO43   | ۱ اکتبر ۲۰۰۰    |
| ۱۰۶۱۳۹ | 2000 TQ43   | ۱ اکتبر ۲۰۰۰    |
| ۱۰۶۱۴۰ | 2000 TP44   | ۱ اکتبر ۲۰۰۰    |
| ۱۰۶۱۴۱ | 2000 TQ44   | ۱ اکتبر ۲۰۰۰    |
| ۱۰۶۱۴۲ | 2000 TT44   | ۱ اکتبر ۲۰۰۰    |
| ۱۰۶۱۴۳ | 2000 TU44   | ۱ اکتبر ۲۰۰۰    |
| ۱۰۶۱۴۴ | 2000 TL46   | ۱ اکتبر ۲۰۰۰    |
| ۱۰۶۱۴۵ | 2000 TQ49   | ۱ اکتبر ۲۰۰۰    |
| ۱۰۶۱۴۶ | 2000 TU50   | ۱ اکتبر ۲۰۰۰    |
| ۱۰۶۱۴۷ | 2000 TB51   | ۱ اکتبر ۲۰۰۰    |
| ۱۰۶۱۴۸ | 2000 TH51   | ۱ اکتبر ۲۰۰۰    |
| ۱۰۶۱۴۹ | 2000 TN51   | ۱ اکتبر ۲۰۰۰    |
| ۱۰۶۱۵۰ | 2000 TF54   | ۱ اکتبر ۲۰۰۰    |
| ۱۰۶۱۵۱ | 2000 TR56   | ۲ اکتبر ۲۰۰۰    |
| ۱۰۶۱۵۲ | 2000 TZ56   | ۲ اکتبر ۲۰۰۰    |
| ۱۰۶۱۵۳ | 2000 TM57   | ۲ اکتبر ۲۰۰۰    |
| ۱۰۶۱۵۴ | 2000 TV58   | ۲ اکتبر ۲۰۰۰    |
| ۱۰۶۱۵۵ | 2000 TB59   | ۲ اکتبر ۲۰۰۰    |
| ۱۰۶۱۵۶ | 2000 TU59   | ۲ اکتبر ۲۰۰۰    |
| ۱۰۶۱۵۷ | 2000 TJ60   | ۲ اکتبر ۲۰۰۰    |
| ۱۰۶۱۵۸ | 2000 TT60   | ۲ اکتبر ۲۰۰۰    |
| ۱۰۶۱۵۹ | 2000 TU60   | ۲ اکتبر ۲۰۰۰    |
| ۱۰۶۱۶۰ | 2000 TG61   | ۲ اکتبر ۲۰۰۰    |
| ۱۰۶۱۶۱ | 2000 TQ62   | ۲ اکتبر ۲۰۰۰    |
| ۱۰۶۱۶۲ | 2000 TR62   | ۲ اکتبر ۲۰۰۰    |
| ۱۰۶۱۶۳ | 2000 TT64   | ۱ اکتبر ۲۰۰۰    |
| ۱۰۶۱۶۴ | 2000 TA65   | ۱ اکتبر ۲۰۰۰    |
| ۱۰۶۱۶۵ | 2000 TC65   | ۱ اکتبر ۲۰۰۰    |
| ۱۰۶۱۶۶ | 2000 TN66   | ۱ اکتبر ۲۰۰۰    |
| ۱۰۶۱۶۷ | 2000 TS66   | ۱ اکتبر ۲۰۰۰    |
| ۱۰۶۱۶۸ | 2000 TE67   | ۲ اکتبر ۲۰۰۰    |
| ۱۰۶۱۶۹ | 2000 TP67   | ۲ اکتبر ۲۰۰۰    |
| ۱۰۶۱۷۰ | 2000 TF68   | ۶ اکتبر ۲۰۰۰    |
| ۱۰۶۱۷۱ | 2000 TT70   | ۵ اکتبر ۲۰۰۰    |
| ۱۰۶۱۷۱ | 2000 UF     | ۱۹ اکتبر ۲۰۰۰   |
| ۱۰۶۱۷۳ | 2000 UX2    | ۲۲ اکتبر ۲۰۰۰   |
| ۱۰۶۱۷۴ | 2000 UX3    | ۲۴ اکتبر ۲۰۰۰   |
| ۱۰۶۱۷۵ | 2000 UL5    | ۲۴ اکتبر ۲۰۰۰   |
| ۱۰۶۱۷۶ | 2000 UQ5    | ۲۴ اکتبر ۲۰۰۰   |
| ۱۰۶۱۷۷ | 2000 UZ5    | ۲۴ اکتبر ۲۰۰۰   |
| ۱۰۶۱۷۸ | 2000 UA6    | ۲۵ اکتبر ۲۰۰۰   |
| ۱۰۶۱۷۹ | 2000 UD6    | ۲۴ اکتبر ۲۰۰۰   |
| ۱۰۶۱۸۰ | 2000 UL6    | ۲۴ اکتبر ۲۰۰۰   |
| ۱۰۶۱۸۱ | 2000 UY6    | ۲۴ اکتبر ۲۰۰۰   |
| ۱۰۶۱۸۲ | 2000 UF7    | ۲۴ اکتبر ۲۰۰۰   |
| ۱۰۶۱۸۳ | 2000 US8    | ۲۴ اکتبر ۲۰۰۰   |
| ۱۰۶۱۸۴ | 2000 UG9    | ۲۴ اکتبر ۲۰۰۰   |
| ۱۰۶۱۸۵ | 2000 UP9    | ۲۴ اکتبر ۲۰۰۰   |
| ۱۰۶۱۸۶ | 2000 US9    | ۲۴ اکتبر ۲۰۰۰   |
| ۱۰۶۱۸۷ | 2000 UY9    | ۲۴ اکتبر ۲۰۰۰   |
| ۱۰۶۱۸۸ | 2000 UZ10   | ۲۵ اکتبر ۲۰۰۰   |
| ۱۰۶۱۸۹ | 2000 UM11   | ۲۶ اکتبر ۲۰۰۰   |
| ۱۰۶۱۹۰ | 2000 UH12   | ۲۴ اکتبر ۲۰۰۰   |
| ۱۰۶۱۹۱ | 2000 UL12   | ۲۴ اکتبر ۲۰۰۰   |
| ۱۰۶۱۹۲ | 2000 UP12   | ۲۵ اکتبر ۲۰۰۰   |
| ۱۰۶۱۹۳ | 2000 UU14   | ۲۵ اکتبر ۲۰۰۰   |
| ۱۰۶۱۹۴ | 2000 UF15   | ۲۵ اکتبر ۲۰۰۰   |
| ۱۰۶۱۹۵ | 2000 UM15   | ۲۹ اکتبر ۲۰۰۰   |
| ۱۰۶۱۹۶ | 2000 UF16   | ۲۹ اکتبر ۲۰۰۰   |
| ۱۰۶۱۹۷ | 2000 UO17   | ۲۴ اکتبر ۲۰۰۰   |
| ۱۰۶۱۹۸ | 2000 UQ18   | ۲۵ اکتبر ۲۰۰۰   |
| ۱۰۶۱۹۹ | 2000 UR18   | ۲۵ اکتبر ۲۰۰۰   |
| ۱۰۶۲۰۰ | 2000 UA19   | ۲۷ اکتبر ۲۰۰۰   |
| ۱۰۶۲۰۱ | 2000 UR21   | ۲۴ اکتبر ۲۰۰۰   |
| ۱۰۶۲۰۲ | 2000 UE22   | ۲۴ اکتبر ۲۰۰۰   |
| ۱۰۶۲۰۳ | 2000 UB23   | ۲۴ اکتبر ۲۰۰۰   |
| ۱۰۶۲۰۴ | 2000 UP27   | ۲۴ اکتبر ۲۰۰۰   |
| ۱۰۶۲۰۵ | 2000 UY28   | ۲۹ اکتبر ۲۰۰۰   |
| ۱۰۶۲۰۶ | 2000 UR29   | ۲۴ اکتبر ۲۰۰۰   |
| ۱۰۶۲۰۷ | 2000 UU29   | ۲۵ اکتبر ۲۰۰۰   |
| ۱۰۶۲۰۸ | 2000 UW30   | ۲۶ اکتبر ۲۰۰۰   |
| ۱۰۶۲۰۹ | 2000 UQ31   | ۲۹ اکتبر ۲۰۰۰   |
| ۱۰۶۲۱۰ | 2000 UA32   | ۲۹ اکتبر ۲۰۰۰   |
| ۱۰۶۲۱۱ | 2000 UR32   | ۲۹ اکتبر ۲۰۰۰   |
| ۱۰۶۲۱۲ | 2000 UJ33   | ۲۹ اکتبر ۲۰۰۰   |
| ۱۰۶۲۱۳ | 2000 UU33   | ۲۴ اکتبر ۲۰۰۰   |
| ۱۰۶۲۱۴ | 2000 UZ34   | ۲۴ اکتبر ۲۰۰۰   |
| ۱۰۶۲۱۵ | 2000 UD35   | ۲۴ اکتبر ۲۰۰۰   |
| ۱۰۶۲۱۶ | 2000 US35   | ۲۴ اکتبر ۲۰۰۰   |
| ۱۰۶۲۱۷ | 2000 UT35   | ۲۴ اکتبر ۲۰۰۰   |
| ۱۰۶۲۱۸ | 2000 UV35   | ۲۴ اکتبر ۲۰۰۰   |
| ۱۰۶۲۱۹ | 2000 UC36   | ۲۴ اکتبر ۲۰۰۰   |
| ۱۰۶۲۲۰ | 2000 UD37   | ۲۴ اکتبر ۲۰۰۰   |
| ۱۰۶۲۲۱ | 2000 UA38   | ۲۴ اکتبر ۲۰۰۰   |
| ۱۰۶۲۲۲ | 2000 UN38   | ۲۴ اکتبر ۲۰۰۰   |
| ۱۰۶۲۲۳ | 2000 UX38   | ۲۴ اکتبر ۲۰۰۰   |
| ۱۰۶۲۲۴ | 2000 UA39   | ۲۴ اکتبر ۲۰۰۰   |
| ۱۰۶۲۲۵ | 2000 UN39   | ۲۴ اکتبر ۲۰۰۰   |
| ۱۰۶۲۲۶ | 2000 US39   | ۲۴ اکتبر ۲۰۰۰   |
| ۱۰۶۲۲۷ | 2000 UA40   | ۲۴ اکتبر ۲۰۰۰   |
| ۱۰۶۲۲۸ | 2000 UB40   | ۲۴ اکتبر ۲۰۰۰   |
| ۱۰۶۲۲۹ | 2000 UM40   | ۲۴ اکتبر ۲۰۰۰   |
| ۱۰۶۲۳۰ | 2000 UB41   | ۲۴ اکتبر ۲۰۰۰   |
| ۱۰۶۲۳۱ | 2000 UL41   | ۲۴ اکتبر ۲۰۰۰   |
| ۱۰۶۲۳۲ | 2000 UK42   | ۲۴ اکتبر ۲۰۰۰   |
| ۱۰۶۲۳۳ | 2000 UP43   | ۲۴ اکتبر ۲۰۰۰   |
| ۱۰۶۲۳۴ | 2000 UJ44   | ۲۴ اکتبر ۲۰۰۰   |
| ۱۰۶۲۳۵ | 2000 UP44   | ۲۴ اکتبر ۲۰۰۰   |
| ۱۰۶۲۳۶ | 2000 UN45   | ۲۴ اکتبر ۲۰۰۰   |
| ۱۰۶۲۳۷ | 2000 UU45   | ۲۴ اکتبر ۲۰۰۰   |
| ۱۰۶۲۳۸ | 2000 UW45   | ۲۴ اکتبر ۲۰۰۰   |
| ۱۰۶۲۳۹ | 2000 UM46   | ۲۴ اکتبر ۲۰۰۰   |
| ۱۰۶۲۴۰ | 2000 UB47   | ۲۴ اکتبر ۲۰۰۰   |
| ۱۰۶۲۴۱ | 2000 UC47   | ۲۴ اکتبر ۲۰۰۰   |
| ۱۰۶۲۴۲ | 2000 UL47   | ۲۴ اکتبر ۲۰۰۰   |
| ۱۰۶۲۴۳ | 2000 UX47   | ۲۴ اکتبر ۲۰۰۰   |
| ۱۰۶۲۴۴ | 2000 UX48   | ۲۴ اکتبر ۲۰۰۰   |
| ۱۰۶۲۴۵ | 2000 UZ48   | ۲۴ اکتبر ۲۰۰۰   |
| ۱۰۶۲۴۶ | 2000 UF50   | ۲۴ اکتبر ۲۰۰۰   |
| ۱۰۶۲۴۷ | 2000 UA51   | ۲۴ اکتبر ۲۰۰۰   |
| ۱۰۶۲۴۸ | 2000 UO51   | ۲۴ اکتبر ۲۰۰۰   |
| ۱۰۶۲۴۹ | 2000 UK52   | ۲۴ اکتبر ۲۰۰۰   |
| ۱۰۶۲۵۰ | 2000 UM52   | ۲۴ اکتبر ۲۰۰۰   |
| ۱۰۶۲۵۱ | 2000 UA54   | ۲۴ اکتبر ۲۰۰۰   |
| ۱۰۶۲۵۲ | 2000 UV54   | ۲۴ اکتبر ۲۰۰۰   |
| ۱۰۶۲۵۳ | 2000 UE56   | ۲۴ اکتبر ۲۰۰۰   |
| ۱۰۶۲۵۴ | 2000 UU56   | ۲۵ اکتبر ۲۰۰۰   |
| ۱۰۶۲۵۵ | 2000 UE57   | ۲۵ اکتبر ۲۰۰۰   |
| ۱۰۶۲۵۶ | 2000 UK57   | ۲۵ اکتبر ۲۰۰۰   |
| ۱۰۶۲۵۷ | 2000 UJ58   | ۲۵ اکتبر ۲۰۰۰   |
| ۱۰۶۲۵۸ | 2000 UN59   | ۲۵ اکتبر ۲۰۰۰   |
| ۱۰۶۲۵۹ | 2000 UX59   | ۲۵ اکتبر ۲۰۰۰   |
| ۱۰۶۲۶۰ | 2000 UC60   | ۲۵ اکتبر ۲۰۰۰   |
| ۱۰۶۲۶۱ | 2000 UD60   | ۲۵ اکتبر ۲۰۰۰   |
| ۱۰۶۲۶۲ | 2000 UZ60   | ۲۵ اکتبر ۲۰۰۰   |
| ۱۰۶۲۶۳ | 2000 UG62   | ۲۵ اکتبر ۲۰۰۰   |
| ۱۰۶۲۶۴ | 2000 UP62   | ۲۵ اکتبر ۲۰۰۰   |
| ۱۰۶۲۶۵ | 2000 UX62   | ۲۵ اکتبر ۲۰۰۰   |
| ۱۰۶۲۶۶ | 2000 UA63   | ۲۵ اکتبر ۲۰۰۰   |
| ۱۰۶۲۶۷ | 2000 UZ63   | ۲۵ اکتبر ۲۰۰۰   |
| ۱۰۶۲۶۸ | 2000 UD64   | ۲۵ اکتبر ۲۰۰۰   |
| ۱۰۶۲۶۹ | 2000 UW64   | ۲۵ اکتبر ۲۰۰۰   |
| ۱۰۶۲۷۰ | 2000 UK66   | ۲۵ اکتبر ۲۰۰۰   |
| ۱۰۶۲۷۱ | 2000 UO67   | ۲۵ اکتبر ۲۰۰۰   |
| ۱۰۶۲۷۲ | 2000 UP67   | ۲۵ اکتبر ۲۰۰۰   |
| ۱۰۶۲۷۳ | 2000 UB68   | ۲۵ اکتبر ۲۰۰۰   |
| ۱۰۶۲۷۴ | 2000 UU69   | ۲۵ اکتبر ۲۰۰۰   |
| ۱۰۶۲۷۵ | 2000 UY69   | ۲۵ اکتبر ۲۰۰۰   |
| ۱۰۶۲۷۶ | 2000 UB70   | ۲۵ اکتبر ۲۰۰۰   |
| ۱۰۶۲۷۷ | 2000 UA71   | ۲۵ اکتبر ۲۰۰۰   |
| ۱۰۶۲۷۸ | 2000 UZ71   | ۲۵ اکتبر ۲۰۰۰   |
| ۱۰۶۲۷۹ | 2000 UN72   | ۲۵ اکتبر ۲۰۰۰   |
| ۱۰۶۲۸۰ | 2000 UQ72   | ۲۵ اکتبر ۲۰۰۰   |
| ۱۰۶۲۸۱ | 2000 UW73   | ۲۶ اکتبر ۲۰۰۰   |
| ۱۰۶۲۸۲ | 2000 UP74   | ۳۰ اکتبر ۲۰۰۰   |
| ۱۰۶۲۸۳ | 2000 UZ74   | ۳۱ اکتبر ۲۰۰۰   |
| ۱۰۶۲۸۴ | 2000 UG76   | ۲۹ اکتبر ۲۰۰۰   |
| ۱۰۶۲۸۵ | 2000 UG77   | ۲۴ اکتبر ۲۰۰۰   |
| ۱۰۶۲۸۶ | 2000 UK77   | ۲۴ اکتبر ۲۰۰۰   |
| ۱۰۶۲۸۷ | 2000 UP77   | ۲۴ اکتبر ۲۰۰۰   |
| ۱۰۶۲۸۸ | 2000 UK78   | ۲۴ اکتبر ۲۰۰۰   |
| ۱۰۶۲۸۹ | 2000 UY78   | ۲۴ اکتبر ۲۰۰۰   |
| ۱۰۶۲۹۰ | 2000 UR79   | ۲۴ اکتبر ۲۰۰۰   |
| ۱۰۶۲۹۱ | 2000 UW79   | ۲۴ اکتبر ۲۰۰۰   |
| ۱۰۶۲۹۲ | 2000 UM80   | ۲۴ اکتبر ۲۰۰۰   |
| ۱۰۶۲۹۳ | 2000 US81   | ۲۴ اکتبر ۲۰۰۰   |
| ۱۰۶۲۹۴ | 2000 UH82   | ۲۶ اکتبر ۲۰۰۰   |
| ۱۰۶۲۹۵ | 2000 UJ82   | ۲۶ اکتبر ۲۰۰۰   |
| ۱۰۶۲۹۶ | 2000 UE83   | ۳۰ اکتبر ۲۰۰۰   |
| ۱۰۶۲۹۷ | 2000 UQ83   | ۳۱ اکتبر ۲۰۰۰   |
| ۱۰۶۲۹۸ | 2000 UX83   | ۳۱ اکتبر ۲۰۰۰   |
| ۱۰۶۲۹۹ | 2000 UJ84   | ۳۱ اکتبر ۲۰۰۰   |
| ۱۰۶۳۰۰ | 2000 UX84   | ۳۱ اکتبر ۲۰۰۰   |
| ۱۰۶۳۰۱ | 2000 UJ86   | ۳۱ اکتبر ۲۰۰۰   |
| ۱۰۶۳۰۲ | 2000 UJ87   | ۳۱ اکتبر ۲۰۰۰   |
| ۱۰۶۳۰۳ | 2000 UO87   | ۳۱ اکتبر ۲۰۰۰   |
| ۱۰۶۳۰۴ | 2000 UO88   | ۳۱ اکتبر ۲۰۰۰   |
| ۱۰۶۳۰۵ | 2000 UD90   | ۲۴ اکتبر ۲۰۰۰   |
| ۱۰۶۳۰۶ | 2000 UU91   | ۲۵ اکتبر ۲۰۰۰   |
| ۱۰۶۳۰۷ | 2000 UD92   | ۲۵ اکتبر ۲۰۰۰   |
| ۱۰۶۳۰۸ | 2000 UN92   | ۲۵ اکتبر ۲۰۰۰   |
| ۱۰۶۳۰۹ | 2000 UU92   | ۲۵ اکتبر ۲۰۰۰   |
| ۱۰۶۳۱۰ | 2000 UX92   | ۲۵ اکتبر ۲۰۰۰   |
| ۱۰۶۳۱۱ | 2000 UL93   | ۲۵ اکتبر ۲۰۰۰   |
| ۱۰۶۳۱۲ | 2000 UC94   | ۲۵ اکتبر ۲۰۰۰   |
| ۱۰۶۳۱۳ | 2000 UE94   | ۲۵ اکتبر ۲۰۰۰   |
| ۱۰۶۳۱۴ | 2000 UJ94   | ۲۵ اکتبر ۲۰۰۰   |
| ۱۰۶۳۱۵ | 2000 UP94   | ۲۵ اکتبر ۲۰۰۰   |
| ۱۰۶۳۱۶ | 2000 UA96   | ۲۵ اکتبر ۲۰۰۰   |
| ۱۰۶۳۱۷ | 2000 UK96   | ۲۵ اکتبر ۲۰۰۰   |
| ۱۰۶۳۱۸ | 2000 UP97   | ۲۵ اکتبر ۲۰۰۰   |
| ۱۰۶۳۱۹ | 2000 UD98   | ۲۵ اکتبر ۲۰۰۰   |
| ۱۰۶۳۲۰ | 2000 UN98   | ۲۵ اکتبر ۲۰۰۰   |
| ۱۰۶۳۲۱ | 2000 US98   | ۲۵ اکتبر ۲۰۰۰   |
| ۱۰۶۳۲۲ | 2000 UQ99   | ۲۵ اکتبر ۲۰۰۰   |
| ۱۰۶۳۲۳ | 2000 UD100  | ۲۵ اکتبر ۲۰۰۰   |
| ۱۰۶۳۲۴ | 2000 UD101  | ۲۵ اکتبر ۲۰۰۰   |
| ۱۰۶۳۲۵ | 2000 UE101  | ۲۵ اکتبر ۲۰۰۰   |
| ۱۰۶۳۲۶ | 2000 UN101  | ۲۵ اکتبر ۲۰۰۰   |
| ۱۰۶۳۲۷ | 2000 UF102  | ۲۵ اکتبر ۲۰۰۰   |
| ۱۰۶۳۲۸ | 2000 UV102  | ۲۵ اکتبر ۲۰۰۰   |
| ۱۰۶۳۲۹ | 2000 UL104  | ۲۵ اکتبر ۲۰۰۰   |
| ۱۰۶۳۳۰ | 2000 UU104  | ۲۵ اکتبر ۲۰۰۰   |
| ۱۰۶۳۳۱ | 2000 UW105  | ۲۹ اکتبر ۲۰۰۰   |
| ۱۰۶۳۳۲ | 2000 UO106  | ۳۰ اکتبر ۲۰۰۰   |
| ۱۰۶۳۳۳ | 2000 UC107  | ۳۰ اکتبر ۲۰۰۰   |
| ۱۰۶۳۳۴ | 2000 UM107  | ۳۰ اکتبر ۲۰۰۰   |
| ۱۰۶۳۳۵ | 2000 UV107  | ۳۰ اکتبر ۲۰۰۰   |
| ۱۰۶۳۳۶ | 2000 UW107  | ۳۰ اکتبر ۲۰۰۰   |
| ۱۰۶۳۳۷ | 2000 UZ107  | ۳۰ اکتبر ۲۰۰۰   |
| ۱۰۶۳۳۸ | 2000 UE108  | ۳۰ اکتبر ۲۰۰۰   |
| ۱۰۶۳۳۹ | 2000 UT108  | ۳۱ اکتبر ۲۰۰۰   |
| ۱۰۶۳۴۰ | 2000 UV108  | ۳۱ اکتبر ۲۰۰۰   |
| ۱۰۶۳۴۱ | 2000 UZ108  | ۳۱ اکتبر ۲۰۰۰   |
| ۱۰۶۳۴۲ | 2000 UP110  | ۳۱ اکتبر ۲۰۰۰   |
| ۱۰۶۳۴۳ | 2000 UT110  | ۲۵ اکتبر ۲۰۰۰   |
| ۱۰۶۳۴۴ | 2000 UC111  | ۲۶ اکتبر ۲۰۰۰   |
| ۱۰۶۳۴۵ | 2000 UQ111  | ۲۹ اکتبر ۲۰۰۰   |
| ۱۰۶۳۴۶ | 2000 UA112  | ۲۹ اکتبر ۲۰۰۰   |
| ۱۰۶۳۴۷ | 2000 UG112  | ۳۱ اکتبر ۲۰۰۰   |
| ۱۰۶۳۴۸ | 2000 UJ112  | ۲۵ اکتبر ۲۰۰۰   |
| ۱۰۶۳۴۸ | 2000 VE     | ۱ نوامبر ۲۰۰۰   |
| ۱۰۶۳۵۰ | 2000 VM1    | ۱ نوامبر ۲۰۰۰   |
| ۱۰۶۳۵۱ | 2000 VH2    | ۱ نوامبر ۲۰۰۰   |
| ۱۰۶۳۵۲ | 2000 VA3    | ۱ نوامبر ۲۰۰۰   |
| ۱۰۶۳۵۳ | 2000 VX3    | ۱ نوامبر ۲۰۰۰   |
| ۱۰۶۳۵۴ | 2000 VD4    | ۱ نوامبر ۲۰۰۰   |
| ۱۰۶۳۵۵ | 2000 VS4    | ۱ نوامبر ۲۰۰۰   |
| ۱۰۶۳۵۶ | 2000 VX4    | ۱ نوامبر ۲۰۰۰   |
| ۱۰۶۳۵۷ | 2000 VD5    | ۱ نوامبر ۲۰۰۰   |
| ۱۰۶۳۵۸ | 2000 VE5    | ۱ نوامبر ۲۰۰۰   |
| ۱۰۶۳۵۹ | 2000 VP6    | ۱ نوامبر ۲۰۰۰   |
| ۱۰۶۳۶۰ | 2000 VB7    | ۱ نوامبر ۲۰۰۰   |
| ۱۰۶۳۶۱ | 2000 VK7    | ۱ نوامبر ۲۰۰۰   |
| ۱۰۶۳۶۲ | 2000 VB8    | ۱ نوامبر ۲۰۰۰   |
| ۱۰۶۳۶۳ | 2000 VE8    | ۱ نوامبر ۲۰۰۰   |
| ۱۰۶۳۶۴ | 2000 VO8    | ۱ نوامبر ۲۰۰۰   |
| ۱۰۶۳۶۵ | 2000 VS8    | ۱ نوامبر ۲۰۰۰   |
| ۱۰۶۳۶۶ | 2000 VM9    | ۱ نوامبر ۲۰۰۰   |
| ۱۰۶۳۶۷ | 2000 VQ9    | ۱ نوامبر ۲۰۰۰   |
| ۱۰۶۳۶۸ | 2000 VZ9    | ۱ نوامبر ۲۰۰۰   |
| ۱۰۶۳۶۹ | 2000 VE10   | ۱ نوامبر ۲۰۰۰   |
| ۱۰۶۳۷۰ | 2000 VT10   | ۱ نوامبر ۲۰۰۰   |
| ۱۰۶۳۷۱ | 2000 VA11   | ۱ نوامبر ۲۰۰۰   |
| ۱۰۶۳۷۲ | 2000 VJ11   | ۱ نوامبر ۲۰۰۰   |
| ۱۰۶۳۷۳ | 2000 VP11   | ۱ نوامبر ۲۰۰۰   |
| ۱۰۶۳۷۴ | 2000 VQ11   | ۱ نوامبر ۲۰۰۰   |
| ۱۰۶۳۷۵ | 2000 VT13   | ۱ نوامبر ۲۰۰۰   |
| ۱۰۶۳۷۶ | 2000 VW13   | ۱ نوامبر ۲۰۰۰   |
| ۱۰۶۳۷۷ | 2000 VY13   | ۱ نوامبر ۲۰۰۰   |
| ۱۰۶۳۷۸ | 2000 VG14   | ۱ نوامبر ۲۰۰۰   |
| ۱۰۶۳۷۹ | 2000 VL14   | ۱ نوامبر ۲۰۰۰   |
| ۱۰۶۳۸۰ | 2000 VE15   | ۱ نوامبر ۲۰۰۰   |
| ۱۰۶۳۸۱ | 2000 VB16   | ۱ نوامبر ۲۰۰۰   |
| ۱۰۶۳۸۲ | 2000 VF16   | ۱ نوامبر ۲۰۰۰   |
| ۱۰۶۳۸۳ | 2000 VG16   | ۱ نوامبر ۲۰۰۰   |
| ۱۰۶۳۸۴ | 2000 VQ16   | ۱ نوامبر ۲۰۰۰   |
| ۱۰۶۳۸۵ | 2000 VH17   | ۱ نوامبر ۲۰۰۰   |
| ۱۰۶۳۸۶ | 2000 VP17   | ۱ نوامبر ۲۰۰۰   |
| ۱۰۶۳۸۷ | 2000 VR17   | ۱ نوامبر ۲۰۰۰   |
| ۱۰۶۳۸۸ | 2000 VV17   | ۱ نوامبر ۲۰۰۰   |
| ۱۰۶۳۸۹ | 2000 VN20   | ۱ نوامبر ۲۰۰۰   |
| ۱۰۶۳۹۰ | 2000 VR20   | ۱ نوامبر ۲۰۰۰   |
| ۱۰۶۳۹۱ | 2000 VZ21   | ۱ نوامبر ۲۰۰۰   |
| ۱۰۶۳۹۲ | 2000 VB22   | ۱ نوامبر ۲۰۰۰   |
| ۱۰۶۳۹۳ | 2000 VW22   | ۱ نوامبر ۲۰۰۰   |
| ۱۰۶۳۹۴ | 2000 VG24   | ۱ نوامبر ۲۰۰۰   |
| ۱۰۶۳۹۵ | 2000 VL24   | ۱ نوامبر ۲۰۰۰   |
| ۱۰۶۳۹۶ | 2000 VQ24   | ۱ نوامبر ۲۰۰۰   |
| ۱۰۶۳۹۷ | 2000 VO25   | ۱ نوامبر ۲۰۰۰   |
| ۱۰۶۳۹۸ | 2000 VP25   | ۱ نوامبر ۲۰۰۰   |
| ۱۰۶۳۹۹ | 2000 VS25   | ۱ نوامبر ۲۰۰۰   |
| ۱۰۶۴۰۰ | 2000 VO27   | ۱ نوامبر ۲۰۰۰   |
| ۱۰۶۴۰۱ | 2000 VB28   | ۱ نوامبر ۲۰۰۰   |
| ۱۰۶۴۰۲ | 2000 VD28   | ۱ نوامبر ۲۰۰۰   |
| ۱۰۶۴۰۳ | 2000 VN28   | ۱ نوامبر ۲۰۰۰   |
| ۱۰۶۴۰۴ | 2000 VV28   | ۱ نوامبر ۲۰۰۰   |
| ۱۰۶۴۰۵ | 2000 VJ29   | ۱ نوامبر ۲۰۰۰   |
| ۱۰۶۴۰۶ | 2000 VM29   | ۱ نوامبر ۲۰۰۰   |
| ۱۰۶۴۰۷ | 2000 VN29   | ۱ نوامبر ۲۰۰۰   |
| ۱۰۶۴۰۸ | 2000 VK30   | ۱ نوامبر ۲۰۰۰   |
| ۱۰۶۴۰۹ | 2000 VE31   | ۱ نوامبر ۲۰۰۰   |
| ۱۰۶۴۱۰ | 2000 VJ31   | ۱ نوامبر ۲۰۰۰   |
| ۱۰۶۴۱۱ | 2000 VK31   | ۱ نوامبر ۲۰۰۰   |
| ۱۰۶۴۱۲ | 2000 VL31   | ۱ نوامبر ۲۰۰۰   |
| ۱۰۶۴۱۳ | 2000 VD32   | ۱ نوامبر ۲۰۰۰   |
| ۱۰۶۴۱۴ | 2000 VM32   | ۱ نوامبر ۲۰۰۰   |
| ۱۰۶۴۱۵ | 2000 VR32   | ۱ نوامبر ۲۰۰۰   |
| ۱۰۶۴۱۶ | 2000 VC34   | ۱ نوامبر ۲۰۰۰   |
| ۱۰۶۴۱۷ | 2000 VC35   | ۱ نوامبر ۲۰۰۰   |
| ۱۰۶۴۱۸ | 2000 VU35   | ۱ نوامبر ۲۰۰۰   |
| ۱۰۶۴۱۹ | 2000 VO37   | ۱ نوامبر ۲۰۰۰   |
| ۱۰۶۴۲۰ | 2000 VC38   | ۱ نوامبر ۲۰۰۰   |
| ۱۰۶۴۲۱ | 2000 VE38   | ۱ نوامبر ۲۰۰۰   |
| ۱۰۶۴۲۲ | 2000 VC42   | ۱ نوامبر ۲۰۰۰   |
| ۱۰۶۴۲۳ | 2000 VH42   | ۱ نوامبر ۲۰۰۰   |
| ۱۰۶۴۲۴ | 2000 VN42   | ۱ نوامبر ۲۰۰۰   |
| ۱۰۶۴۲۵ | 2000 VU42   | ۱ نوامبر ۲۰۰۰   |
| ۱۰۶۴۲۶ | 2000 VN43   | ۱ نوامبر ۲۰۰۰   |
| ۱۰۶۴۲۷ | 2000 VT43   | ۱ نوامبر ۲۰۰۰   |
| ۱۰۶۴۲۸ | 2000 VV43   | ۱ نوامبر ۲۰۰۰   |
| ۱۰۶۴۲۹ | 2000 VZ43   | ۱ نوامبر ۲۰۰۰   |
| ۱۰۶۴۳۰ | 2000 VN45   | ۲ نوامبر ۲۰۰۰   |
| ۱۰۶۴۳۱ | 2000 VU45   | ۲ نوامبر ۲۰۰۰   |
| ۱۰۶۴۳۲ | 2000 VB48   | ۲ نوامبر ۲۰۰۰   |
| ۱۰۶۴۳۳ | 2000 VM48   | ۲ نوامبر ۲۰۰۰   |
| ۱۰۶۴۳۴ | 2000 VV49   | ۲ نوامبر ۲۰۰۰   |
| ۱۰۶۴۳۵ | 2000 VM50   | ۲ نوامبر ۲۰۰۰   |
| ۱۰۶۴۳۶ | 2000 VB51   | ۳ نوامبر ۲۰۰۰   |
| ۱۰۶۴۳۷ | 2000 VL51   | ۳ نوامبر ۲۰۰۰   |
| ۱۰۶۴۳۸ | 2000 VK52   | ۳ نوامبر ۲۰۰۰   |
| ۱۰۶۴۳۹ | 2000 VL52   | ۳ نوامبر ۲۰۰۰   |
| ۱۰۶۴۴۰ | 2000 VM52   | ۳ نوامبر ۲۰۰۰   |
| ۱۰۶۴۴۱ | 2000 VA53   | ۳ نوامبر ۲۰۰۰   |
| ۱۰۶۴۴۲ | 2000 VL54   | ۳ نوامبر ۲۰۰۰   |
| ۱۰۶۴۴۳ | 2000 VN54   | ۳ نوامبر ۲۰۰۰   |
| ۱۰۶۴۴۴ | 2000 VP54   | ۳ نوامبر ۲۰۰۰   |
| ۱۰۶۴۴۵ | 2000 VN55   | ۳ نوامبر ۲۰۰۰   |
| ۱۰۶۴۴۶ | 2000 VT55   | ۳ نوامبر ۲۰۰۰   |
| ۱۰۶۴۴۷ | 2000 VA56   | ۳ نوامبر ۲۰۰۰   |
| ۱۰۶۴۴۸ | 2000 VN56   | ۳ نوامبر ۲۰۰۰   |
| ۱۰۶۴۴۹ | 2000 VU56   | ۳ نوامبر ۲۰۰۰   |
| ۱۰۶۴۵۰ | 2000 VJ57   | ۳ نوامبر ۲۰۰۰   |
| ۱۰۶۴۵۱ | 2000 VX57   | ۳ نوامبر ۲۰۰۰   |
| ۱۰۶۴۵۲ | 2000 VJ59   | ۶ نوامبر ۲۰۰۰   |
| ۱۰۶۴۵۳ | 2000 VC60   | ۱ نوامبر ۲۰۰۰   |
| ۱۰۶۴۵۴ | 2000 VJ60   | ۱ نوامبر ۲۰۰۰   |
| ۱۰۶۴۵۵ | 2000 VJ62   | ۹ نوامبر ۲۰۰۰   |
| ۱۰۶۴۵۶ | 2000 VW62   | ۳ نوامبر ۲۰۰۰   |
| ۱۰۶۴۵۶ | 2000 WC     | ۱۶ نوامبر ۲۰۰۰  |
| ۱۰۶۴۵۸ | 2000 WT2    | ۱۷ نوامبر ۲۰۰۰  |
| ۱۰۶۴۵۹ | 2000 WD3    | ۱۹ نوامبر ۲۰۰۰  |
| ۱۰۶۴۶۰ | 2000 WV3    | ۱۹ نوامبر ۲۰۰۰  |
| ۱۰۶۴۶۱ | 2000 WZ3    | ۱۹ نوامبر ۲۰۰۰  |
| ۱۰۶۴۶۲ | 2000 WP4    | ۱۹ نوامبر ۲۰۰۰  |
| ۱۰۶۴۶۳ | 2000 WR4    | ۱۹ نوامبر ۲۰۰۰  |
| ۱۰۶۴۶۴ | 2000 WU4    | ۱۹ نوامبر ۲۰۰۰  |
| ۱۰۶۴۶۵ | 2000 WZ4    | ۱۹ نوامبر ۲۰۰۰  |
| ۱۰۶۴۶۶ | 2000 WF7    | ۲۰ نوامبر ۲۰۰۰  |
| ۱۰۶۴۶۷ | 2000 WJ7    | ۲۰ نوامبر ۲۰۰۰  |
| ۱۰۶۴۶۸ | 2000 WO7    | ۲۰ نوامبر ۲۰۰۰  |
| ۱۰۶۴۶۹ | 2000 WR8    | ۲۰ نوامبر ۲۰۰۰  |
| ۱۰۶۴۷۰ | 2000 WU9    | ۲۱ نوامبر ۲۰۰۰  |
| ۱۰۶۴۷۱ | 2000 WJ11   | ۲۴ نوامبر ۲۰۰۰  |
| ۱۰۶۴۷۲ | 2000 WK12   | ۲۲ نوامبر ۲۰۰۰  |
| ۱۰۶۴۷۳ | 2000 WV13   | ۲۰ نوامبر ۲۰۰۰  |
| ۱۰۶۴۷۴ | 2000 WZ13   | ۲۰ نوامبر ۲۰۰۰  |
| ۱۰۶۴۷۵ | 2000 WF14   | ۲۰ نوامبر ۲۰۰۰  |
| ۱۰۶۴۷۶ | 2000 WU15   | ۲۱ نوامبر ۲۰۰۰  |
| ۱۰۶۴۷۷ | 2000 WZ16   | ۲۱ نوامبر ۲۰۰۰  |
| ۱۰۶۴۷۸ | 2000 WH18   | ۲۱ نوامبر ۲۰۰۰  |
| ۱۰۶۴۷۹ | 2000 WP18   | ۲۱ نوامبر ۲۰۰۰  |
| ۱۰۶۴۸۰ | 2000 WX18   | ۲۱ نوامبر ۲۰۰۰  |
| ۱۰۶۴۸۱ | 2000 WD19   | ۲۵ نوامبر ۲۰۰۰  |
| ۱۰۶۴۸۲ | 2000 WA22   | ۲۰ نوامبر ۲۰۰۰  |
| ۱۰۶۴۸۳ | 2000 WF22   | ۲۰ نوامبر ۲۰۰۰  |
| ۱۰۶۴۸۴ | 2000 WV22   | ۲۰ نوامبر ۲۰۰۰  |
| ۱۰۶۴۸۵ | 2000 WU23   | ۲۰ نوامبر ۲۰۰۰  |
| ۱۰۶۴۸۶ | 2000 WG24   | ۲۰ نوامبر ۲۰۰۰  |
| ۱۰۶۴۸۷ | 2000 WH24   | ۲۰ نوامبر ۲۰۰۰  |
| ۱۰۶۴۸۸ | 2000 WY24   | ۲۰ نوامبر ۲۰۰۰  |
| ۱۰۶۴۸۹ | 2000 WA25   | ۲۰ نوامبر ۲۰۰۰  |
| ۱۰۶۴۹۰ | 2000 WB26   | ۲۱ نوامبر ۲۰۰۰  |
| ۱۰۶۴۹۱ | 2000 WG28   | ۲۳ نوامبر ۲۰۰۰  |
| ۱۰۶۴۹۲ | 2000 WJ28   | ۲۳ نوامبر ۲۰۰۰  |
| ۱۰۶۴۹۳ | 2000 WM29   | ۲۱ نوامبر ۲۰۰۰  |
| ۱۰۶۴۹۴ | 2000 WL30   | ۲۰ نوامبر ۲۰۰۰  |
| ۱۰۶۴۹۵ | 2000 WD31   | ۲۰ نوامبر ۲۰۰۰  |
| ۱۰۶۴۹۶ | 2000 WK31   | ۲۰ نوامبر ۲۰۰۰  |
| ۱۰۶۴۹۷ | 2000 WO31   | ۲۰ نوامبر ۲۰۰۰  |
| ۱۰۶۴۹۸ | 2000 WD33   | ۲۰ نوامبر ۲۰۰۰  |
| ۱۰۶۴۹۹ | 2000 WE33   | ۲۰ نوامبر ۲۰۰۰  |
| ۱۰۶۵۰۰ | 2000 WW34   | ۲۰ نوامبر ۲۰۰۰  |
| ۱۰۶۵۰۱ | 2000 WN36   | ۲۰ نوامبر ۲۰۰۰  |
| ۱۰۶۵۰۲ | 2000 WO36   | ۲۰ نوامبر ۲۰۰۰  |
| ۱۰۶۵۰۳ | 2000 WS36   | ۲۰ نوامبر ۲۰۰۰  |
| ۱۰۶۵۰۴ | 2000 WT36   | ۲۰ نوامبر ۲۰۰۰  |
| ۱۰۶۵۰۵ | 2000 WY36   | ۲۰ نوامبر ۲۰۰۰  |
| ۱۰۶۵۰۶ | 2000 WS38   | ۲۰ نوامبر ۲۰۰۰  |
| ۱۰۶۵۰۷ | 2000 WO39   | ۲۰ نوامبر ۲۰۰۰  |
| ۱۰۶۵۰۸ | 2000 WR39   | ۲۰ نوامبر ۲۰۰۰  |
| ۱۰۶۵۰۹ | 2000 WM41   | ۲۰ نوامبر ۲۰۰۰  |
| ۱۰۶۵۱۰ | 2000 WN41   | ۲۰ نوامبر ۲۰۰۰  |
| ۱۰۶۵۱۱ | 2000 WK42   | ۲۱ نوامبر ۲۰۰۰  |
| ۱۰۶۵۱۲ | 2000 WP42   | ۲۱ نوامبر ۲۰۰۰  |
| ۱۰۶۵۱۳ | 2000 WH43   | ۲۱ نوامبر ۲۰۰۰  |
| ۱۰۶۵۱۴ | 2000 WN44   | ۲۱ نوامبر ۲۰۰۰  |
| ۱۰۶۵۱۵ | 2000 WS44   | ۲۱ نوامبر ۲۰۰۰  |
| ۱۰۶۵۱۶ | 2000 WN45   | ۲۱ نوامبر ۲۰۰۰  |
| ۱۰۶۵۱۷ | 2000 WQ45   | ۲۱ نوامبر ۲۰۰۰  |
| ۱۰۶۵۱۸ | 2000 WR49   | ۲۵ نوامبر ۲۰۰۰  |
| ۱۰۶۵۱۹ | 2000 WY49   | ۲۵ نوامبر ۲۰۰۰  |
| ۱۰۶۵۲۰ | 2000 WA51   | ۲۱ نوامبر ۲۰۰۰  |
| ۱۰۶۵۲۱ | 2000 WC51   | ۲۶ نوامبر ۲۰۰۰  |
| ۱۰۶۵۲۲ | 2000 WM53   | ۲۷ نوامبر ۲۰۰۰  |
| ۱۰۶۵۲۳ | 2000 WE55   | ۲۰ نوامبر ۲۰۰۰  |
| ۱۰۶۵۲۴ | 2000 WJ55   | ۲۰ نوامبر ۲۰۰۰  |
| ۱۰۶۵۲۵ | 2000 WZ55   | ۲۰ نوامبر ۲۰۰۰  |
| ۱۰۶۵۲۶ | 2000 WN56   | ۲۱ نوامبر ۲۰۰۰  |
| ۱۰۶۵۲۷ | 2000 WW56   | ۲۱ نوامبر ۲۰۰۰  |
| ۱۰۶۵۲۸ | 2000 WA57   | ۲۱ نوامبر ۲۰۰۰  |
| ۱۰۶۵۲۹ | 2000 WZ57   | ۲۱ نوامبر ۲۰۰۰  |
| ۱۰۶۵۳۰ | 2000 WA58   | ۲۱ نوامبر ۲۰۰۰  |
| ۱۰۶۵۳۱ | 2000 WY58   | ۲۱ نوامبر ۲۰۰۰  |
| ۱۰۶۵۳۲ | 2000 WC59   | ۲۱ نوامبر ۲۰۰۰  |
| ۱۰۶۵۳۳ | 2000 WD60   | ۲۱ نوامبر ۲۰۰۰  |
| ۱۰۶۵۳۴ | 2000 WK60   | ۲۱ نوامبر ۲۰۰۰  |
| ۱۰۶۵۳۵ | 2000 WR62   | ۲۸ نوامبر ۲۰۰۰  |
| ۱۰۶۵۳۶ | 2000 WV62   | ۲۸ نوامبر ۲۰۰۰  |
| ۱۰۶۵۳۷ | McCarthy    | ۲۳ نوامبر ۲۰۰۰  |
| ۱۰۶۵۳۸ | 2000 WK63   | ۲۶ نوامبر ۲۰۰۰  |
| ۱۰۶۵۳۹ | 2000 WA66   | ۲۸ نوامبر ۲۰۰۰  |
| ۱۰۶۵۴۰ | 2000 WD66   | ۱۹ نوامبر ۲۰۰۰  |
| ۱۰۶۵۴۱ | 2000 WE66   | ۱۹ نوامبر ۲۰۰۰  |
| ۱۰۶۵۴۲ | 2000 WP66   | ۲۱ نوامبر ۲۰۰۰  |
| ۱۰۶۵۴۳ | 2000 WA67   | ۲۵ نوامبر ۲۰۰۰  |
| ۱۰۶۵۴۴ | 2000 WJ68   | ۲۷ نوامبر ۲۰۰۰  |
| ۱۰۶۵۴۵ | Colanduno   | ۲۸ نوامبر ۲۰۰۰  |
| ۱۰۶۵۴۶ | 2000 WF69   | ۱۹ نوامبر ۲۰۰۰  |
| ۱۰۶۵۴۷ | 2000 WH69   | ۱۹ نوامبر ۲۰۰۰  |
| ۱۰۶۵۴۸ | 2000 WN69   | ۱۹ نوامبر ۲۰۰۰  |
| ۱۰۶۵۴۹ | 2000 WS69   | ۱۹ نوامبر ۲۰۰۰  |
| ۱۰۶۵۵۰ | 2000 WG72   | ۱۹ نوامبر ۲۰۰۰  |
| ۱۰۶۵۵۱ | 2000 WT72   | ۲۰ نوامبر ۲۰۰۰  |
| ۱۰۶۵۵۲ | 2000 WW73   | ۲۰ نوامبر ۲۰۰۰  |
| ۱۰۶۵۵۳ | 2000 WP74   | ۲۰ نوامبر ۲۰۰۰  |
| ۱۰۶۵۵۴ | 2000 WM75   | ۲۰ نوامبر ۲۰۰۰  |
| ۱۰۶۵۵۵ | 2000 WX75   | ۲۰ نوامبر ۲۰۰۰  |
| ۱۰۶۵۵۶ | 2000 WC77   | ۲۰ نوامبر ۲۰۰۰  |
| ۱۰۶۵۵۷ | 2000 WJ77   | ۲۰ نوامبر ۲۰۰۰  |
| ۱۰۶۵۵۸ | 2000 WW80   | ۲۰ نوامبر ۲۰۰۰  |
| ۱۰۶۵۵۹ | 2000 WC81   | ۲۰ نوامبر ۲۰۰۰  |
| ۱۰۶۵۶۰ | 2000 WH82   | ۲۰ نوامبر ۲۰۰۰  |
| ۱۰۶۵۶۱ | 2000 WL83   | ۲۰ نوامبر ۲۰۰۰  |
| ۱۰۶۵۶۲ | 2000 WQ83   | ۲۰ نوامبر ۲۰۰۰  |
| ۱۰۶۵۶۳ | 2000 WR85   | ۲۰ نوامبر ۲۰۰۰  |
| ۱۰۶۵۶۴ | 2000 WY85   | ۲۰ نوامبر ۲۰۰۰  |
| ۱۰۶۵۶۵ | 2000 WE86   | ۲۰ نوامبر ۲۰۰۰  |
| ۱۰۶۵۶۶ | 2000 WJ88   | ۲۰ نوامبر ۲۰۰۰  |
| ۱۰۶۵۶۷ | 2000 WK88   | ۲۰ نوامبر ۲۰۰۰  |
| ۱۰۶۵۶۸ | 2000 WV88   | ۲۰ نوامبر ۲۰۰۰  |
| ۱۰۶۵۶۹ | 2000 WC89   | ۲۱ نوامبر ۲۰۰۰  |
| ۱۰۶۵۷۰ | 2000 WY89   | ۲۱ نوامبر ۲۰۰۰  |
| ۱۰۶۵۷۱ | 2000 WB90   | ۲۱ نوامبر ۲۰۰۰  |
| ۱۰۶۵۷۲ | 2000 WN90   | ۲۱ نوامبر ۲۰۰۰  |
| ۱۰۶۵۷۳ | 2000 WR90   | ۲۱ نوامبر ۲۰۰۰  |
| ۱۰۶۵۷۴ | 2000 WH94   | ۲۱ نوامبر ۲۰۰۰  |
| ۱۰۶۵۷۵ | 2000 WO94   | ۲۱ نوامبر ۲۰۰۰  |
| ۱۰۶۵۷۶ | 2000 WX94   | ۲۱ نوامبر ۲۰۰۰  |
| ۱۰۶۵۷۷ | 2000 WB95   | ۲۱ نوامبر ۲۰۰۰  |
| ۱۰۶۵۷۸ | 2000 WA97   | ۲۱ نوامبر ۲۰۰۰  |
| ۱۰۶۵۷۹ | 2000 WO98   | ۲۱ نوامبر ۲۰۰۰  |
| ۱۰۶۵۸۰ | 2000 WZ98   | ۲۱ نوامبر ۲۰۰۰  |
| ۱۰۶۵۸۱ | 2000 WK100  | ۲۱ نوامبر ۲۰۰۰  |
| ۱۰۶۵۸۲ | 2000 WH101  | ۲۱ نوامبر ۲۰۰۰  |
| ۱۰۶۵۸۳ | 2000 WE102  | ۲۶ نوامبر ۲۰۰۰  |
| ۱۰۶۵۸۴ | 2000 WG104  | ۲۷ نوامبر ۲۰۰۰  |
| ۱۰۶۵۸۵ | 2000 WJ105  | ۲۷ نوامبر ۲۰۰۰  |
| ۱۰۶۵۸۶ | 2000 WL105  | ۲۷ نوامبر ۲۰۰۰  |
| ۱۰۶۵۸۷ | 2000 WH106  | ۲۵ نوامبر ۲۰۰۰  |
| ۱۰۶۵۸۸ | 2000 WW106  | ۲۰ نوامبر ۲۰۰۰  |
| ۱۰۶۵۸۹ | 2000 WN107  | ۲۹ نوامبر ۲۰۰۰  |
| ۱۰۶۵۹۰ | 2000 WQ107  | ۲۰ نوامبر ۲۰۰۰  |
| ۱۰۶۵۹۱ | 2000 WF108  | ۲۰ نوامبر ۲۰۰۰  |
| ۱۰۶۵۹۲ | 2000 WM108  | ۲۰ نوامبر ۲۰۰۰  |
| ۱۰۶۵۹۳ | 2000 WO108  | ۲۰ نوامبر ۲۰۰۰  |
| ۱۰۶۵۹۴ | 2000 WW108  | ۲۰ نوامبر ۲۰۰۰  |
| ۱۰۶۵۹۵ | 2000 WT109  | ۲۰ نوامبر ۲۰۰۰  |
| ۱۰۶۵۹۶ | 2000 WE110  | ۲۰ نوامبر ۲۰۰۰  |
| ۱۰۶۵۹۷ | 2000 WG111  | ۲۰ نوامبر ۲۰۰۰  |
| ۱۰۶۵۹۸ | 2000 WZ112  | ۲۰ نوامبر ۲۰۰۰  |
| ۱۰۶۵۹۹ | 2000 WA113  | ۲۰ نوامبر ۲۰۰۰  |
| ۱۰۶۶۰۰ | 2000 WX113  | ۲۰ نوامبر ۲۰۰۰  |
| ۱۰۶۶۰۱ | 2000 WE114  | ۲۰ نوامبر ۲۰۰۰  |
| ۱۰۶۶۰۲ | 2000 WH114  | ۲۰ نوامبر ۲۰۰۰  |
| ۱۰۶۶۰۳ | 2000 WM114  | ۲۰ نوامبر ۲۰۰۰  |
| ۱۰۶۶۰۴ | 2000 WN114  | ۲۰ نوامبر ۲۰۰۰  |
| ۱۰۶۶۰۵ | 2000 WD115  | ۲۰ نوامبر ۲۰۰۰  |
| ۱۰۶۶۰۶ | 2000 WR115  | ۲۰ نوامبر ۲۰۰۰  |
| ۱۰۶۶۰۷ | 2000 WU115  | ۲۰ نوامبر ۲۰۰۰  |
| ۱۰۶۶۰۸ | 2000 WM116  | ۲۰ نوامبر ۲۰۰۰  |
| ۱۰۶۶۰۹ | 2000 WN116  | ۲۰ نوامبر ۲۰۰۰  |
| ۱۰۶۶۱۰ | 2000 WU116  | ۲۰ نوامبر ۲۰۰۰  |
| ۱۰۶۶۱۱ | 2000 WJ120  | ۲۰ نوامبر ۲۰۰۰  |
| ۱۰۶۶۱۲ | 2000 WR120  | ۲۰ نوامبر ۲۰۰۰  |
| ۱۰۶۶۱۳ | 2000 WN121  | ۲۶ نوامبر ۲۰۰۰  |
| ۱۰۶۶۱۴ | 2000 WQ121  | ۲۶ نوامبر ۲۰۰۰  |
| ۱۰۶۶۱۵ | 2000 WY121  | ۲۹ نوامبر ۲۰۰۰  |
| ۱۰۶۶۱۶ | 2000 WJ122  | ۲۹ نوامبر ۲۰۰۰  |
| ۱۰۶۶۱۷ | 2000 WB123  | ۲۹ نوامبر ۲۰۰۰  |
| ۱۰۶۶۱۸ | 2000 WJ123  | ۲۹ نوامبر ۲۰۰۰  |
| ۱۰۶۶۱۹ | 2000 WB124  | ۳۰ نوامبر ۲۰۰۰  |
| ۱۰۶۶۲۰ | 2000 WL124  | ۱۹ نوامبر ۲۰۰۰  |
| ۱۰۶۶۲۱ | 2000 WM124  | ۱۹ نوامبر ۲۰۰۰  |
| ۱۰۶۶۲۲ | 2000 WP124  | ۱۹ نوامبر ۲۰۰۰  |
| ۱۰۶۶۲۳ | 2000 WT124  | ۳۰ نوامبر ۲۰۰۰  |
| ۱۰۶۶۲۴ | 2000 WV124  | ۲۷ نوامبر ۲۰۰۰  |
| ۱۰۶۶۲۵ | 2000 WC125  | ۲۱ نوامبر ۲۰۰۰  |
| ۱۰۶۶۲۶ | 2000 WE126  | ۳۰ نوامبر ۲۰۰۰  |
| ۱۰۶۶۲۷ | 2000 WG126  | ۳۰ نوامبر ۲۰۰۰  |
| ۱۰۶۶۲۸ | 2000 WH126  | ۳۰ نوامبر ۲۰۰۰  |
| ۱۰۶۶۲۹ | 2000 WY128  | ۱۹ نوامبر ۲۰۰۰  |
| ۱۰۶۶۳۰ | 2000 WF130  | ۱۹ نوامبر ۲۰۰۰  |
| ۱۰۶۶۳۱ | 2000 WX130  | ۲۰ نوامبر ۲۰۰۰  |
| ۱۰۶۶۳۲ | 2000 WH131  | ۲۰ نوامبر ۲۰۰۰  |
| ۱۰۶۶۳۳ | 2000 WP131  | ۲۰ نوامبر ۲۰۰۰  |
| ۱۰۶۶۳۴ | 2000 WY131  | ۳۰ نوامبر ۲۰۰۰  |
| ۱۰۶۶۳۵ | 2000 WL132  | ۱۹ نوامبر ۲۰۰۰  |
| ۱۰۶۶۳۶ | 2000 WQ132  | ۱۹ نوامبر ۲۰۰۰  |
| ۱۰۶۶۳۷ | 2000 WU132  | ۱۹ نوامبر ۲۰۰۰  |
| ۱۰۶۶۳۸ | 2000 WB133  | ۱۹ نوامبر ۲۰۰۰  |
| ۱۰۶۶۳۹ | 2000 WL133  | ۱۹ نوامبر ۲۰۰۰  |
| ۱۰۶۶۴۰ | 2000 WN133  | ۱۹ نوامبر ۲۰۰۰  |
| ۱۰۶۶۴۱ | 2000 WR133  | ۱۹ نوامبر ۲۰۰۰  |
| ۱۰۶۶۴۲ | 2000 WL134  | ۱۹ نوامبر ۲۰۰۰  |
| ۱۰۶۶۴۳ | 2000 WO134  | ۱۹ نوامبر ۲۰۰۰  |
| ۱۰۶۶۴۴ | 2000 WT134  | ۱۹ نوامبر ۲۰۰۰  |
| ۱۰۶۶۴۵ | 2000 WV134  | ۱۹ نوامبر ۲۰۰۰  |
| ۱۰۶۶۴۶ | 2000 WW134  | ۱۹ نوامبر ۲۰۰۰  |
| ۱۰۶۶۴۷ | 2000 WC135  | ۱۹ نوامبر ۲۰۰۰  |
| ۱۰۶۶۴۸ | 2000 WU135  | ۲۰ نوامبر ۲۰۰۰  |
| ۱۰۶۶۴۹ | 2000 WW135  | ۲۰ نوامبر ۲۰۰۰  |
| ۱۰۶۶۵۰ | 2000 WO136  | ۲۰ نوامبر ۲۰۰۰  |
| ۱۰۶۶۵۱ | 2000 WA137  | ۲۰ نوامبر ۲۰۰۰  |
| ۱۰۶۶۵۲ | 2000 WV140  | ۲۱ نوامبر ۲۰۰۰  |
| ۱۰۶۶۵۳ | 2000 WW140  | ۲۱ نوامبر ۲۰۰۰  |
| ۱۰۶۶۵۴ | 2000 WA141  | ۲۱ نوامبر ۲۰۰۰  |
| ۱۰۶۶۵۵ | 2000 WP141  | ۱۹ نوامبر ۲۰۰۰  |
| ۱۰۶۶۵۶ | 2000 WE142  | ۲۰ نوامبر ۲۰۰۰  |
| ۱۰۶۶۵۷ | 2000 WK142  | ۲۰ نوامبر ۲۰۰۰  |
| ۱۰۶۶۵۸ | 2000 WA143  | ۲۰ نوامبر ۲۰۰۰  |
| ۱۰۶۶۵۹ | 2000 WU143  | ۲۰ نوامبر ۲۰۰۰  |
| ۱۰۶۶۶۰ | 2000 WV143  | ۲۰ نوامبر ۲۰۰۰  |
| ۱۰۶۶۶۱ | 2000 WH144  | ۲۱ نوامبر ۲۰۰۰  |
| ۱۰۶۶۶۲ | 2000 WW144  | ۲۱ نوامبر ۲۰۰۰  |
| ۱۰۶۶۶۳ | 2000 WY144  | ۲۱ نوامبر ۲۰۰۰  |
| ۱۰۶۶۶۴ | 2000 WY145  | ۲۳ نوامبر ۲۰۰۰  |
| ۱۰۶۶۶۵ | 2000 WA146  | ۲۳ نوامبر ۲۰۰۰  |
| ۱۰۶۶۶۶ | 2000 WL146  | ۲۳ نوامبر ۲۰۰۰  |
| ۱۰۶۶۶۷ | 2000 WN146  | ۲۳ نوامبر ۲۰۰۰  |
| ۱۰۶۶۶۸ | 2000 WO146  | ۲۳ نوامبر ۲۰۰۰  |
| ۱۰۶۶۶۹ | 2000 WF147  | ۲۸ نوامبر ۲۰۰۰  |
| ۱۰۶۶۷۰ | 2000 WX149  | ۲۸ نوامبر ۲۰۰۰  |
| ۱۰۶۶۷۱ | 2000 WT150  | ۱۹ نوامبر ۲۰۰۰  |
| ۱۰۶۶۷۲ | 2000 WK151  | ۳۰ نوامبر ۲۰۰۰  |
| ۱۰۶۶۷۳ | 2000 WL151  | ۳۰ نوامبر ۲۰۰۰  |
| ۱۰۶۶۷۴ | 2000 WA152  | ۳۰ نوامبر ۲۰۰۰  |
| ۱۰۶۶۷۵ | 2000 WC152  | ۳۰ نوامبر ۲۰۰۰  |
| ۱۰۶۶۷۶ | 2000 WO152  | ۲۹ نوامبر ۲۰۰۰  |
| ۱۰۶۶۷۷ | 2000 WP152  | ۲۹ نوامبر ۲۰۰۰  |
| ۱۰۶۶۷۸ | 2000 WR152  | ۲۹ نوامبر ۲۰۰۰  |
| ۱۰۶۶۷۹ | 2000 WV152  | ۲۹ نوامبر ۲۰۰۰  |
| ۱۰۶۶۸۰ | 2000 WK153  | ۲۹ نوامبر ۲۰۰۰  |
| ۱۰۶۶۸۱ | 2000 WO153  | ۲۹ نوامبر ۲۰۰۰  |
| ۱۰۶۶۸۲ | 2000 WL154  | ۳۰ نوامبر ۲۰۰۰  |
| ۱۰۶۶۸۳ | 2000 WW154  | ۳۰ نوامبر ۲۰۰۰  |
| ۱۰۶۶۸۴ | 2000 WA155  | ۳۰ نوامبر ۲۰۰۰  |
| ۱۰۶۶۸۵ | 2000 WE156  | ۳۰ نوامبر ۲۰۰۰  |
| ۱۰۶۶۸۶ | 2000 WM156  | ۳۰ نوامبر ۲۰۰۰  |
| ۱۰۶۶۸۷ | 2000 WQ157  | ۳۰ نوامبر ۲۰۰۰  |
| ۱۰۶۶۸۸ | 2000 WS157  | ۳۰ نوامبر ۲۰۰۰  |
| ۱۰۶۶۸۹ | 2000 WW157  | ۳۰ نوامبر ۲۰۰۰  |
| ۱۰۶۶۹۰ | 2000 WK158  | ۳۰ نوامبر ۲۰۰۰  |
| ۱۰۶۶۹۱ | 2000 WW158  | ۳۰ نوامبر ۲۰۰۰  |
| ۱۰۶۶۹۲ | 2000 WF159  | ۳۰ نوامبر ۲۰۰۰  |
| ۱۰۶۶۹۳ | 2000 WT161  | ۲۰ نوامبر ۲۰۰۰  |
| ۱۰۶۶۹۴ | 2000 WV161  | ۲۰ نوامبر ۲۰۰۰  |
| ۱۰۶۶۹۵ | 2000 WP164  | ۲۲ نوامبر ۲۰۰۰  |
| ۱۰۶۶۹۶ | 2000 WT164  | ۲۲ نوامبر ۲۰۰۰  |
| ۱۰۶۶۹۷ | 2000 WA165  | ۲۲ نوامبر ۲۰۰۰  |
| ۱۰۶۶۹۸ | 2000 WO166  | ۲۴ نوامبر ۲۰۰۰  |
| ۱۰۶۶۹۹ | 2000 WA167  | ۲۴ نوامبر ۲۰۰۰  |
| ۱۰۶۷۰۰ | 2000 WX167  | ۲۴ نوامبر ۲۰۰۰  |
| ۱۰۶۷۰۱ | 2000 WA168  | ۲۵ نوامبر ۲۰۰۰  |
| ۱۰۶۷۰۲ | 2000 WC168  | ۲۵ نوامبر ۲۰۰۰  |
| ۱۰۶۷۰۳ | 2000 WF168  | ۲۵ نوامبر ۲۰۰۰  |
| ۱۰۶۷۰۴ | 2000 WN168  | ۲۵ نوامبر ۲۰۰۰  |
| ۱۰۶۷۰۵ | 2000 WC169  | ۲۵ نوامبر ۲۰۰۰  |
| ۱۰۶۷۰۶ | 2000 WK169  | ۲۶ نوامبر ۲۰۰۰  |
| ۱۰۶۷۰۷ | 2000 WF170  | ۲۴ نوامبر ۲۰۰۰  |
| ۱۰۶۷۰۸ | 2000 WJ170  | ۲۴ نوامبر ۲۰۰۰  |
| ۱۰۶۷۰۹ | 2000 WF171  | ۲۴ نوامبر ۲۰۰۰  |
| ۱۰۶۷۱۰ | 2000 WB172  | ۲۵ نوامبر ۲۰۰۰  |
| ۱۰۶۷۱۱ | 2000 WE173  | ۲۵ نوامبر ۲۰۰۰  |
| ۱۰۶۷۱۲ | 2000 WH173  | ۲۵ نوامبر ۲۰۰۰  |
| ۱۰۶۷۱۳ | 2000 WY173  | ۲۶ نوامبر ۲۰۰۰  |
| ۱۰۶۷۱۴ | 2000 WZ173  | ۲۶ نوامبر ۲۰۰۰  |
| ۱۰۶۷۱۵ | 2000 WJ174  | ۲۶ نوامبر ۲۰۰۰  |
| ۱۰۶۷۱۶ | 2000 WN174  | ۲۶ نوامبر ۲۰۰۰  |
| ۱۰۶۷۱۷ | 2000 WQ174  | ۲۶ نوامبر ۲۰۰۰  |
| ۱۰۶۷۱۸ | 2000 WS174  | ۲۶ نوامبر ۲۰۰۰  |
| ۱۰۶۷۱۹ | 2000 WD175  | ۲۶ نوامبر ۲۰۰۰  |
| ۱۰۶۷۲۰ | 2000 WR175  | ۲۶ نوامبر ۲۰۰۰  |
| ۱۰۶۷۲۱ | 2000 WJ177  | ۲۷ نوامبر ۲۰۰۰  |
| ۱۰۶۷۲۲ | 2000 WA179  | ۲۵ نوامبر ۲۰۰۰  |
| ۱۰۶۷۲۳ | 2000 WE179  | ۲۶ نوامبر ۲۰۰۰  |
| ۱۰۶۷۲۴ | 2000 WG179  | ۲۶ نوامبر ۲۰۰۰  |
| ۱۰۶۷۲۵ | 2000 WF180  | ۲۷ نوامبر ۲۰۰۰  |
| ۱۰۶۷۲۶ | 2000 WQ180  | ۲۸ نوامبر ۲۰۰۰  |
| ۱۰۶۷۲۷ | 2000 WT181  | ۲۵ نوامبر ۲۰۰۰  |
| ۱۰۶۷۲۸ | 2000 WR182  | ۲۰ نوامبر ۲۰۰۰  |
| ۱۰۶۷۲۹ | 2000 WS182  | ۲۰ نوامبر ۲۰۰۰  |
| ۱۰۶۷۳۰ | 2000 WA183  | ۱۷ نوامبر ۲۰۰۰  |
| ۱۰۶۷۳۱ | 2000 WW183  | ۳۰ نوامبر ۲۰۰۰  |
| ۱۰۶۷۳۲ | 2000 WE184  | ۳۰ نوامبر ۲۰۰۰  |
| ۱۰۶۷۳۳ | 2000 WQ184  | ۳۰ نوامبر ۲۰۰۰  |
| ۱۰۶۷۳۴ | 2000 WT184  | ۳۰ نوامبر ۲۰۰۰  |
| ۱۰۶۷۳۵ | 2000 WM185  | ۲۹ نوامبر ۲۰۰۰  |
| ۱۰۶۷۳۶ | 2000 WN185  | ۲۹ نوامبر ۲۰۰۰  |
| ۱۰۶۷۳۷ | 2000 WK186  | ۲۷ نوامبر ۲۰۰۰  |
| ۱۰۶۷۳۸ | 2000 WG187  | ۱۹ نوامبر ۲۰۰۰  |
| ۱۰۶۷۳۹ | 2000 WS187  | ۱۶ نوامبر ۲۰۰۰  |
| ۱۰۶۷۴۰ | 2000 WL188  | ۱۸ نوامبر ۲۰۰۰  |
| ۱۰۶۷۴۱ | 2000 WD189  | ۱۸ نوامبر ۲۰۰۰  |
| ۱۰۶۷۴۲ | 2000 WQ189  | ۱۸ نوامبر ۲۰۰۰  |
| ۱۰۶۷۴۳ | 2000 WU189  | ۱۸ نوامبر ۲۰۰۰  |
| ۱۰۶۷۴۴ | 2000 WP190  | ۱۸ نوامبر ۲۰۰۰  |
| ۱۰۶۷۴۵ | 2000 WU191  | ۱۹ نوامبر ۲۰۰۰  |
| ۱۰۶۷۴۶ | 2000 WE192  | ۱۹ نوامبر ۲۰۰۰  |
| ۱۰۶۷۴۷ | 2000 XD2    | ۱ دسامبر ۲۰۰۰   |
| ۱۰۶۷۴۸ | 2000 XG2    | ۳ دسامبر ۲۰۰۰   |
| ۱۰۶۷۴۹ | 2000 XS2    | ۱ دسامبر ۲۰۰۰   |
| ۱۰۶۷۵۰ | 2000 XR3    | ۱ دسامبر ۲۰۰۰   |
| ۱۰۶۷۵۱ | 2000 XL4    | ۱ دسامبر ۲۰۰۰   |
| ۱۰۶۷۵۲ | 2000 XS4    | ۱ دسامبر ۲۰۰۰   |
| ۱۰۶۷۵۳ | 2000 XU4    | ۱ دسامبر ۲۰۰۰   |
| ۱۰۶۷۵۴ | 2000 XZ4    | ۱ دسامبر ۲۰۰۰   |
| ۱۰۶۷۵۵ | 2000 XF5    | ۱ دسامبر ۲۰۰۰   |
| ۱۰۶۷۵۶ | 2000 XS5    | ۱ دسامبر ۲۰۰۰   |
| ۱۰۶۷۵۷ | 2000 XW5    | ۱ دسامبر ۲۰۰۰   |
| ۱۰۶۷۵۸ | 2000 XK6    | ۱ دسامبر ۲۰۰۰   |
| ۱۰۶۷۵۹ | 2000 XT6    | ۱ دسامبر ۲۰۰۰   |
| ۱۰۶۷۶۰ | 2000 XD7    | ۱ دسامبر ۲۰۰۰   |
| ۱۰۶۷۶۱ | 2000 XW8    | ۱ دسامبر ۲۰۰۰   |
| ۱۰۶۷۶۲ | 2000 XU9    | ۱ دسامبر ۲۰۰۰   |
| ۱۰۶۷۶۳ | 2000 XK10   | ۱ دسامبر ۲۰۰۰   |
| ۱۰۶۷۶۴ | 2000 XG11   | ۱ دسامبر ۲۰۰۰   |
| ۱۰۶۷۶۵ | 2000 XW11   | ۴ دسامبر ۲۰۰۰   |
| ۱۰۶۷۶۶ | 2000 XB12   | ۴ دسامبر ۲۰۰۰   |
| ۱۰۶۷۶۷ | 2000 XW13   | ۴ دسامبر ۲۰۰۰   |
| ۱۰۶۷۶۸ | 2000 XG14   | ۱ دسامبر ۲۰۰۰   |
| ۱۰۶۷۶۹ | 2000 XA15   | ۵ دسامبر ۲۰۰۰   |
| ۱۰۶۷۷۰ | 2000 XD15   | ۵ دسامبر ۲۰۰۰   |
| ۱۰۶۷۷۱ | 2000 XE15   | ۵ دسامبر ۲۰۰۰   |
| ۱۰۶۷۷۲ | 2000 XT15   | ۱ دسامبر ۲۰۰۰   |
| ۱۰۶۷۷۳ | 2000 XG16   | ۱ دسامبر ۲۰۰۰   |
| ۱۰۶۷۷۴ | 2000 XM16   | ۱ دسامبر ۲۰۰۰   |
| ۱۰۶۷۷۵ | 2000 XR16   | ۱ دسامبر ۲۰۰۰   |
| ۱۰۶۷۷۶ | 2000 XP18   | ۴ دسامبر ۲۰۰۰   |
| ۱۰۶۷۷۷ | 2000 XQ18   | ۴ دسامبر ۲۰۰۰   |
| ۱۰۶۷۷۸ | 2000 XL19   | ۴ دسامبر ۲۰۰۰   |
| ۱۰۶۷۷۹ | 2000 XP19   | ۴ دسامبر ۲۰۰۰   |
| ۱۰۶۷۸۰ | 2000 XW19   | ۴ دسامبر ۲۰۰۰   |
| ۱۰۶۷۸۱ | 2000 XU20   | ۴ دسامبر ۲۰۰۰   |
| ۱۰۶۷۸۲ | 2000 XB21   | ۴ دسامبر ۲۰۰۰   |
| ۱۰۶۷۸۳ | 2000 XJ21   | ۴ دسامبر ۲۰۰۰   |
| ۱۰۶۷۸۴ | 2000 XQ21   | ۴ دسامبر ۲۰۰۰   |
| ۱۰۶۷۸۵ | 2000 XU21   | ۴ دسامبر ۲۰۰۰   |
| ۱۰۶۷۸۶ | 2000 XZ21   | ۴ دسامبر ۲۰۰۰   |
| ۱۰۶۷۸۷ | 2000 XO22   | ۴ دسامبر ۲۰۰۰   |
| ۱۰۶۷۸۸ | 2000 XQ22   | ۴ دسامبر ۲۰۰۰   |
| ۱۰۶۷۸۹ | 2000 XZ22   | ۴ دسامبر ۲۰۰۰   |
| ۱۰۶۷۹۰ | 2000 XW23   | ۴ دسامبر ۲۰۰۰   |
| ۱۰۶۷۹۱ | 2000 XF24   | ۴ دسامبر ۲۰۰۰   |
| ۱۰۶۷۹۲ | 2000 XR24   | ۴ دسامبر ۲۰۰۰   |
| ۱۰۶۷۹۳ | 2000 XB26   | ۴ دسامبر ۲۰۰۰   |
| ۱۰۶۷۹۴ | 2000 XK26   | ۴ دسامبر ۲۰۰۰   |
| ۱۰۶۷۹۵ | 2000 XP26   | ۴ دسامبر ۲۰۰۰   |
| ۱۰۶۷۹۶ | 2000 XQ26   | ۴ دسامبر ۲۰۰۰   |
| ۱۰۶۷۹۷ | 2000 XX27   | ۴ دسامبر ۲۰۰۰   |
| ۱۰۶۷۹۸ | 2000 XN28   | ۴ دسامبر ۲۰۰۰   |
| ۱۰۶۷۹۹ | 2000 XD31   | ۴ دسامبر ۲۰۰۰   |
| ۱۰۶۸۰۰ | 2000 XN31   | ۴ دسامبر ۲۰۰۰   |
| ۱۰۶۸۰۱ | 2000 XT31   | ۴ دسامبر ۲۰۰۰   |
| ۱۰۶۸۰۲ | 2000 XX32   | ۴ دسامبر ۲۰۰۰   |
| ۱۰۶۸۰۳ | 2000 XX33   | ۴ دسامبر ۲۰۰۰   |
| ۱۰۶۸۰۴ | 2000 XY33   | ۴ دسامبر ۲۰۰۰   |
| ۱۰۶۸۰۵ | 2000 XM35   | ۴ دسامبر ۲۰۰۰   |
| ۱۰۶۸۰۶ | 2000 XO35   | ۴ دسامبر ۲۰۰۰   |
| ۱۰۶۸۰۷ | 2000 XE37   | ۵ دسامبر ۲۰۰۰   |
| ۱۰۶۸۰۸ | 2000 XX38   | ۵ دسامبر ۲۰۰۰   |
| ۱۰۶۸۰۹ | 2000 XP39   | ۴ دسامبر ۲۰۰۰   |
| ۱۰۶۸۱۰ | 2000 XY39   | ۵ دسامبر ۲۰۰۰   |
| ۱۰۶۸۱۱ | 2000 XE40   | ۵ دسامبر ۲۰۰۰   |
| ۱۰۶۸۱۲ | 2000 XV40   | ۵ دسامبر ۲۰۰۰   |
| ۱۰۶۸۱۳ | 2000 XW41   | ۵ دسامبر ۲۰۰۰   |
| ۱۰۶۸۱۴ | 2000 XN42   | ۵ دسامبر ۲۰۰۰   |
| ۱۰۶۸۱۵ | 2000 XR42   | ۵ دسامبر ۲۰۰۰   |
| ۱۰۶۸۱۶ | 2000 XE43   | ۵ دسامبر ۲۰۰۰   |
| ۱۰۶۸۱۷ | Yubangtaek  | ۶ دسامبر ۲۰۰۰   |
| ۱۰۶۸۱۸ | 2000 XV44   | ۸ دسامبر ۲۰۰۰   |
| ۱۰۶۸۱۹ | 2000 XC45   | ۵ دسامبر ۲۰۰۰   |
| ۱۰۶۸۲۰ | 2000 XJ45   | ۷ دسامبر ۲۰۰۰   |
| ۱۰۶۸۲۱ | 2000 XX45   | ۱۵ دسامبر ۲۰۰۰  |
| ۱۰۶۸۲۲ | 2000 XN47   | ۴ دسامبر ۲۰۰۰   |
| ۱۰۶۸۲۳ | 2000 XB49   | ۴ دسامبر ۲۰۰۰   |
| ۱۰۶۸۲۴ | 2000 XJ51   | ۶ دسامبر ۲۰۰۰   |
| ۱۰۶۸۲۵ | 2000 XY53   | ۱۵ دسامبر ۲۰۰۰  |
| ۱۰۶۸۲۵ | 2000 YF     | ۱۶ دسامبر ۲۰۰۰  |
| ۱۰۶۸۲۵ | 2000 YU     | ۱۶ دسامبر ۲۰۰۰  |
| ۱۰۶۸۲۸ | 2000 YG1    | ۱۸ دسامبر ۲۰۰۰  |
| ۱۰۶۸۲۹ | 2000 YL1    | ۱۷ دسامبر ۲۰۰۰  |
| ۱۰۶۸۳۰ | 2000 YC4    | ۱۹ دسامبر ۲۰۰۰  |
| ۱۰۶۸۳۱ | 2000 YQ4    | ۲۰ دسامبر ۲۰۰۰  |
| ۱۰۶۸۳۲ | 2000 YU6    | ۲۰ دسامبر ۲۰۰۰  |
| ۱۰۶۸۳۳ | 2000 YF7    | ۲۰ دسامبر ۲۰۰۰  |
| ۱۰۶۸۳۴ | 2000 YN7    | ۲۰ دسامبر ۲۰۰۰  |
| ۱۰۶۸۳۵ | 2000 YE8    | ۲۲ دسامبر ۲۰۰۰  |
| ۱۰۶۸۳۶ | 2000 YG8    | ۲۰ دسامبر ۲۰۰۰  |
| ۱۰۶۸۳۷ | 2000 YW8    | ۲۰ دسامبر ۲۰۰۰  |
| ۱۰۶۸۳۸ | 2000 YT9    | ۲۳ دسامبر ۲۰۰۰  |
| ۱۰۶۸۳۹ | 2000 YJ10   | ۲۱ دسامبر ۲۰۰۰  |
| ۱۰۶۸۴۰ | 2000 YA11   | ۲۲ دسامبر ۲۰۰۰  |
| ۱۰۶۸۴۱ | 2000 YB11   | ۲۲ دسامبر ۲۰۰۰  |
| ۱۰۶۸۴۲ | 2000 YT12   | ۲۳ دسامبر ۲۰۰۰  |
| ۱۰۶۸۴۳ | 2000 YV12   | ۲۵ دسامبر ۲۰۰۰  |
| ۱۰۶۸۴۴ | 2000 YQ14   | ۲۵ دسامبر ۲۰۰۰  |
| ۱۰۶۸۴۵ | 2000 YR14   | ۲۴ دسامبر ۲۰۰۰  |
| ۱۰۶۸۴۶ | 2000 YY15   | ۲۲ دسامبر ۲۰۰۰  |
| ۱۰۶۸۴۷ | 2000 YO16   | ۲۸ دسامبر ۲۰۰۰  |
| ۱۰۶۸۴۸ | 2000 YP16   | ۲۸ دسامبر ۲۰۰۰  |
| ۱۰۶۸۴۹ | 2000 YC17   | ۲۲ دسامبر ۲۰۰۰  |
| ۱۰۶۸۵۰ | 2000 YN18   | ۲۱ دسامبر ۲۰۰۰  |
| ۱۰۶۸۵۱ | 2000 YS19   | ۲۸ دسامبر ۲۰۰۰  |
| ۱۰۶۸۵۲ | 2000 YV19   | ۲۲ دسامبر ۲۰۰۰  |
| ۱۰۶۸۵۳ | 2000 YZ19   | ۲۷ دسامبر ۲۰۰۰  |
| ۱۰۶۸۵۴ | 2000 YB21   | ۲۸ دسامبر ۲۰۰۰  |
| ۱۰۶۸۵۵ | 2000 YN21   | ۲۶ دسامبر ۲۰۰۰  |
| ۱۰۶۸۵۶ | 2000 YF22   | ۲۶ دسامبر ۲۰۰۰  |
| ۱۰۶۸۵۷ | 2000 YU22   | ۲۸ دسامبر ۲۰۰۰  |
| ۱۰۶۸۵۸ | 2000 YT23   | ۲۸ دسامبر ۲۰۰۰  |
| ۱۰۶۸۵۹ | 2000 YC26   | ۲۳ دسامبر ۲۰۰۰  |
| ۱۰۶۸۶۰ | 2000 YO26   | ۲۸ دسامبر ۲۰۰۰  |
| ۱۰۶۸۶۱ | 2000 YV26   | ۲۸ دسامبر ۲۰۰۰  |
| ۱۰۶۸۶۲ | 2000 YZ26   | ۲۵ دسامبر ۲۰۰۰  |
| ۱۰۶۸۶۳ | 2000 YA27   | ۲۵ دسامبر ۲۰۰۰  |
| ۱۰۶۸۶۴ | 2000 YL27   | ۳۰ دسامبر ۲۰۰۰  |
| ۱۰۶۸۶۵ | 2000 YU27   | ۳۰ دسامبر ۲۰۰۰  |
| ۱۰۶۸۶۶ | 2000 YQ28   | ۲۸ دسامبر ۲۰۰۰  |
| ۱۰۶۸۶۷ | 2000 YR28   | ۲۸ دسامبر ۲۰۰۰  |
| ۱۰۶۸۶۸ | 2000 YK31   | ۳۱ دسامبر ۲۰۰۰  |
| ۱۰۶۸۶۹ | Irinyi      | ۳۱ دسامبر ۲۰۰۰  |
| ۱۰۶۸۷۰ | 2000 YN32   | ۳۰ دسامبر ۲۰۰۰  |
| ۱۰۶۸۷۱ | 2000 YP32   | ۳۰ دسامبر ۲۰۰۰  |
| ۱۰۶۸۷۲ | 2000 YV32   | ۳۰ دسامبر ۲۰۰۰  |
| ۱۰۶۸۷۳ | 2000 YA33   | ۳۰ دسامبر ۲۰۰۰  |
| ۱۰۶۸۷۴ | 2000 YD33   | ۲۳ دسامبر ۲۰۰۰  |
| ۱۰۶۸۷۵ | 2000 YW33   | ۲۸ دسامبر ۲۰۰۰  |
| ۱۰۶۸۷۶ | 2000 YN34   | ۲۸ دسامبر ۲۰۰۰  |
| ۱۰۶۸۷۷ | 2000 YU34   | ۲۸ دسامبر ۲۰۰۰  |
| ۱۰۶۸۷۸ | 2000 YZ35   | ۳۰ دسامبر ۲۰۰۰  |
| ۱۰۶۸۷۹ | 2000 YA36   | ۳۰ دسامبر ۲۰۰۰  |
| ۱۰۶۸۸۰ | 2000 YM36   | ۳۰ دسامبر ۲۰۰۰  |
| ۱۰۶۸۸۱ | 2000 YX36   | ۳۰ دسامبر ۲۰۰۰  |
| ۱۰۶۸۸۲ | 2000 YY36   | ۳۰ دسامبر ۲۰۰۰  |
| ۱۰۶۸۸۳ | 2000 YJ37   | ۳۰ دسامبر ۲۰۰۰  |
| ۱۰۶۸۸۴ | 2000 YN37   | ۳۰ دسامبر ۲۰۰۰  |
| ۱۰۶۸۸۵ | 2000 YY37   | ۳۰ دسامبر ۲۰۰۰  |
| ۱۰۶۸۸۶ | 2000 YC38   | ۳۰ دسامبر ۲۰۰۰  |
| ۱۰۶۸۸۷ | 2000 YC39   | ۳۰ دسامبر ۲۰۰۰  |
| ۱۰۶۸۸۸ | 2000 YM39   | ۳۰ دسامبر ۲۰۰۰  |
| ۱۰۶۸۸۹ | 2000 YW39   | ۳۰ دسامبر ۲۰۰۰  |
| ۱۰۶۸۹۰ | 2000 YA40   | ۳۰ دسامبر ۲۰۰۰  |
| ۱۰۶۸۹۱ | 2000 YV40   | ۳۰ دسامبر ۲۰۰۰  |
| ۱۰۶۸۹۲ | 2000 YK41   | ۳۰ دسامبر ۲۰۰۰  |
| ۱۰۶۸۹۳ | 2000 YS41   | ۳۰ دسامبر ۲۰۰۰  |
| ۱۰۶۸۹۴ | 2000 YT41   | ۳۰ دسامبر ۲۰۰۰  |
| ۱۰۶۸۹۵ | 2000 YX41   | ۳۰ دسامبر ۲۰۰۰  |
| ۱۰۶۸۹۶ | 2000 YL43   | ۳۰ دسامبر ۲۰۰۰  |
| ۱۰۶۸۹۷ | 2000 YO43   | ۳۰ دسامبر ۲۰۰۰  |
| ۱۰۶۸۹۸ | 2000 YU43   | ۳۰ دسامبر ۲۰۰۰  |
| ۱۰۶۸۹۹ | 2000 YF44   | ۳۰ دسامبر ۲۰۰۰  |
| ۱۰۶۹۰۰ | 2000 YA45   | ۳۰ دسامبر ۲۰۰۰  |
| ۱۰۶۹۰۱ | 2000 YB45   | ۳۰ دسامبر ۲۰۰۰  |
| ۱۰۶۹۰۲ | 2000 YJ45   | ۳۰ دسامبر ۲۰۰۰  |
| ۱۰۶۹۰۳ | 2000 YN45   | ۳۰ دسامبر ۲۰۰۰  |
| ۱۰۶۹۰۴ | 2000 YH46   | ۳۰ دسامبر ۲۰۰۰  |
| ۱۰۶۹۰۵ | 2000 YP46   | ۳۰ دسامبر ۲۰۰۰  |
| ۱۰۶۹۰۶ | 2000 YJ47   | ۳۰ دسامبر ۲۰۰۰  |
| ۱۰۶۹۰۷ | 2000 YZ47   | ۳۰ دسامبر ۲۰۰۰  |
| ۱۰۶۹۰۸ | 2000 YX48   | ۳۰ دسامبر ۲۰۰۰  |
| ۱۰۶۹۰۹ | 2000 YA49   | ۳۰ دسامبر ۲۰۰۰  |
| ۱۰۶۹۱۰ | 2000 YF49   | ۳۰ دسامبر ۲۰۰۰  |
| ۱۰۶۹۱۱ | 2000 YH49   | ۳۰ دسامبر ۲۰۰۰  |
| ۱۰۶۹۱۲ | 2000 YN49   | ۳۰ دسامبر ۲۰۰۰  |
| ۱۰۶۹۱۳ | 2000 YF50   | ۳۰ دسامبر ۲۰۰۰  |
| ۱۰۶۹۱۴ | 2000 YO51   | ۳۰ دسامبر ۲۰۰۰  |
| ۱۰۶۹۱۵ | 2000 YX51   | ۳۰ دسامبر ۲۰۰۰  |
| ۱۰۶۹۱۶ | 2000 YS52   | ۳۰ دسامبر ۲۰۰۰  |
| ۱۰۶۹۱۷ | 2000 YT52   | ۳۰ دسامبر ۲۰۰۰  |
| ۱۰۶۹۱۸ | 2000 YZ52   | ۳۰ دسامبر ۲۰۰۰  |
| ۱۰۶۹۱۹ | 2000 YC53   | ۳۰ دسامبر ۲۰۰۰  |
| ۱۰۶۹۲۰ | 2000 YG54   | ۳۰ دسامبر ۲۰۰۰  |
| ۱۰۶۹۲۱ | 2000 YN54   | ۳۰ دسامبر ۲۰۰۰  |
| ۱۰۶۹۲۲ | 2000 YM55   | ۳۰ دسامبر ۲۰۰۰  |
| ۱۰۶۹۲۳ | 2000 YM57   | ۳۰ دسامبر ۲۰۰۰  |
| ۱۰۶۹۲۴ | 2000 YT57   | ۳۰ دسامبر ۲۰۰۰  |
| ۱۰۶۹۲۵ | 2000 YS58   | ۳۰ دسامبر ۲۰۰۰  |
| ۱۰۶۹۲۶ | 2000 YG61   | ۳۰ دسامبر ۲۰۰۰  |
| ۱۰۶۹۲۷ | 2000 YV61   | ۳۰ دسامبر ۲۰۰۰  |
| ۱۰۶۹۲۸ | 2000 YQ62   | ۳۰ دسامبر ۲۰۰۰  |
| ۱۰۶۹۲۹ | 2000 YV62   | ۳۰ دسامبر ۲۰۰۰  |
| ۱۰۶۹۳۰ | 2000 YY63   | ۳۰ دسامبر ۲۰۰۰  |
| ۱۰۶۹۳۱ | 2000 YC64   | ۳۰ دسامبر ۲۰۰۰  |
| ۱۰۶۹۳۲ | 2000 YN64   | ۳۰ دسامبر ۲۰۰۰  |
| ۱۰۶۹۳۳ | 2000 YY64   | ۲۹ دسامبر ۲۰۰۰  |
| ۱۰۶۹۳۴ | 2000 YJ65   | ۱۶ دسامبر ۲۰۰۰  |
| ۱۰۶۹۳۵ | 2000 YB66   | ۳۰ دسامبر ۲۰۰۰  |
| ۱۰۶۹۳۶ | 2000 YF66   | ۳۰ دسامبر ۲۰۰۰  |
| ۱۰۶۹۳۷ | 2000 YV66   | ۳۰ دسامبر ۲۰۰۰  |
| ۱۰۶۹۳۸ | 2000 YR69   | ۳۰ دسامبر ۲۰۰۰  |
| ۱۰۶۹۳۹ | 2000 YX69   | ۳۰ دسامبر ۲۰۰۰  |
| ۱۰۶۹۴۰ | 2000 YF70   | ۳۰ دسامبر ۲۰۰۰  |
| ۱۰۶۹۴۱ | 2000 YR70   | ۳۰ دسامبر ۲۰۰۰  |
| ۱۰۶۹۴۲ | 2000 YY70   | ۳۰ دسامبر ۲۰۰۰  |
| ۱۰۶۹۴۳ | 2000 YX72   | ۳۰ دسامبر ۲۰۰۰  |
| ۱۰۶۹۴۴ | 2000 YA73   | ۳۰ دسامبر ۲۰۰۰  |
| ۱۰۶۹۴۵ | 2000 YN75   | ۳۰ دسامبر ۲۰۰۰  |
| ۱۰۶۹۴۶ | 2000 YD76   | ۳۰ دسامبر ۲۰۰۰  |
| ۱۰۶۹۴۷ | 2000 YL76   | ۳۰ دسامبر ۲۰۰۰  |
| ۱۰۶۹۴۸ | 2000 YM76   | ۳۰ دسامبر ۲۰۰۰  |
| ۱۰۶۹۴۹ | 2000 YO76   | ۳۰ دسامبر ۲۰۰۰  |
| ۱۰۶۹۵۰ | 2000 YW76   | ۳۰ دسامبر ۲۰۰۰  |
| ۱۰۶۹۵۱ | 2000 YQ77   | ۳۰ دسامبر ۲۰۰۰  |
| ۱۰۶۹۵۲ | 2000 YW77   | ۳۰ دسامبر ۲۰۰۰  |
| ۱۰۶۹۵۳ | 2000 YL78   | ۳۰ دسامبر ۲۰۰۰  |
| ۱۰۶۹۵۴ | 2000 YS78   | ۳۰ دسامبر ۲۰۰۰  |
| ۱۰۶۹۵۵ | 2000 YY78   | ۳۰ دسامبر ۲۰۰۰  |
| ۱۰۶۹۵۶ | 2000 YZ78   | ۳۰ دسامبر ۲۰۰۰  |
| ۱۰۶۹۵۷ | 2000 YJ79   | ۳۰ دسامبر ۲۰۰۰  |
| ۱۰۶۹۵۸ | 2000 YN79   | ۳۰ دسامبر ۲۰۰۰  |
| ۱۰۶۹۵۹ | 2000 YR79   | ۳۰ دسامبر ۲۰۰۰  |
| ۱۰۶۹۶۰ | 2000 YU79   | ۳۰ دسامبر ۲۰۰۰  |
| ۱۰۶۹۶۱ | 2000 YZ79   | ۳۰ دسامبر ۲۰۰۰  |
| ۱۰۶۹۶۲ | 2000 YO80   | ۳۰ دسامبر ۲۰۰۰  |
| ۱۰۶۹۶۳ | 2000 YC81   | ۳۰ دسامبر ۲۰۰۰  |
| ۱۰۶۹۶۴ | 2000 YJ82   | ۳۰ دسامبر ۲۰۰۰  |
| ۱۰۶۹۶۵ | 2000 YR84   | ۳۰ دسامبر ۲۰۰۰  |
| ۱۰۶۹۶۶ | 2000 YF85   | ۳۰ دسامبر ۲۰۰۰  |
| ۱۰۶۹۶۷ | 2000 YK85   | ۳۰ دسامبر ۲۰۰۰  |
| ۱۰۶۹۶۸ | 2000 YT86   | ۳۰ دسامبر ۲۰۰۰  |
| ۱۰۶۹۶۹ | 2000 YB87   | ۳۰ دسامبر ۲۰۰۰  |
| ۱۰۶۹۷۰ | 2000 YU89   | ۳۰ دسامبر ۲۰۰۰  |
| ۱۰۶۹۷۱ | 2000 YB90   | ۳۰ دسامبر ۲۰۰۰  |
| ۱۰۶۹۷۲ | 2000 YN90   | ۳۰ دسامبر ۲۰۰۰  |
| ۱۰۶۹۷۳ | 2000 YR90   | ۳۰ دسامبر ۲۰۰۰  |
| ۱۰۶۹۷۴ | 2000 YW90   | ۳۰ دسامبر ۲۰۰۰  |
| ۱۰۶۹۷۵ | 2000 YW91   | ۳۰ دسامبر ۲۰۰۰  |
| ۱۰۶۹۷۶ | 2000 YP92   | ۳۰ دسامبر ۲۰۰۰  |
| ۱۰۶۹۷۷ | 2000 YG93   | ۳۰ دسامبر ۲۰۰۰  |
| ۱۰۶۹۷۸ | 2000 YO94   | ۳۰ دسامبر ۲۰۰۰  |
| ۱۰۶۹۷۹ | 2000 YV94   | ۳۰ دسامبر ۲۰۰۰  |
| ۱۰۶۹۸۰ | 2000 YM96   | ۳۰ دسامبر ۲۰۰۰  |
| ۱۰۶۹۸۱ | 2000 YU96   | ۳۰ دسامبر ۲۰۰۰  |
| ۱۰۶۹۸۲ | 2000 YJ97   | ۳۰ دسامبر ۲۰۰۰  |
| ۱۰۶۹۸۳ | 2000 YC98   | ۳۰ دسامبر ۲۰۰۰  |
| ۱۰۶۹۸۴ | 2000 YJ98   | ۳۰ دسامبر ۲۰۰۰  |
| ۱۰۶۹۸۵ | 2000 YD99   | ۳۰ دسامبر ۲۰۰۰  |
| ۱۰۶۹۸۶ | 2000 YC100  | ۳۰ دسامبر ۲۰۰۰  |
| ۱۰۶۹۸۷ | 2000 YG100  | ۲۶ دسامبر ۲۰۰۰  |
| ۱۰۶۹۸۸ | 2000 YE101  | ۲۹ دسامبر ۲۰۰۰  |
| ۱۰۶۹۸۹ | 2000 YN102  | ۲۸ دسامبر ۲۰۰۰  |
| ۱۰۶۹۹۰ | 2000 YX102  | ۲۸ دسامبر ۲۰۰۰  |
| ۱۰۶۹۹۱ | 2000 YL103  | ۲۸ دسامبر ۲۰۰۰  |
| ۱۰۶۹۹۲ | 2000 YT103  | ۲۸ دسامبر ۲۰۰۰  |
| ۱۰۶۹۹۳ | 2000 YC106  | ۲۸ دسامبر ۲۰۰۰  |
| ۱۰۶۹۹۴ | 2000 YJ106  | ۳۰ دسامبر ۲۰۰۰  |
| ۱۰۶۹۹۵ | 2000 YO107  | ۳۰ دسامبر ۲۰۰۰  |
| ۱۰۶۹۹۶ | 2000 YP107  | ۳۰ دسامبر ۲۰۰۰  |
| ۱۰۶۹۹۷ | 2000 YR108  | ۳۰ دسامبر ۲۰۰۰  |
| ۱۰۶۹۹۸ | 2000 YA109  | ۳۰ دسامبر ۲۰۰۰  |
| ۱۰۶۹۹۹ | 2000 YG109  | ۳۰ دسامبر ۲۰۰۰  |
| ۱۰۷۰۰۰ | 2000 YU109  | ۳۰ دسامبر ۲۰۰۰  |